# Guerra de Successió Espanyola
La Guerra de Successió Espanyola (1701 –1715) va ser un conflicte bèl·lic internacional que, a més d'afectar el conjunt d'Europa, va incloure la Guerra de la reina Anna a l'Amèrica del Nord, com també accions de pirates i corsaris a les costes de l'Amèrica espanyola. En aquesta confrontació, a més de la successió a la corona hispànica, s'hi dirimia també la qüestió de l'equilibri de poder entre les diferents potències europees, i és considerada un dels primers conflictes globals. Hi destacaren com a generals el duc de Villars, el duc de Berwick, el duc de Marlborough i el príncep Eugeni de Savoia.
El 1700, Carles II de Castella i d'Aragó va morir reconeixent com a hereu universal Felip de Borbó, duc d'Anjou, net de Lluís XIV de França, qui, d'aquesta manera, esdevingué Felip V de Castella i IV d'Aragó. La guerra va començar perquè l'emperador Leopold I va reivindicar els drets de la seva nissaga a les corones hispàniques; a més, a mesura que Lluís XIV es va anar mostrant cada vegada més imperialista i agressiu, d'altres potències europees, com ara, principalment, Anglaterra, Portugal i les Set Províncies Unides dels Països Baixos van aliar-se amb l'Imperi per oposar-se a l'expansionisme francès, com també, en el cas anglès, per assegurar la successió al seu tron de prínceps protestants; de fet, la Guerra de Successió Espanyola s'inscriu dins d'allò que alguns historiadors anglesos denominen la Segona Guerra dels Cent Anys, concepte que designa la constant rivalitat anglofrancesa que existí en tots els conflictes europeus que es donaren entre 1689 i 1815.
La Guerra va finalitzar amb la signatura el 1713 del Tractat d'Utrecht i el 1714 del Tractat de Rastatt, en aplicació dels quals Felip V fou reconegut com a rei d'Espanya, però amb la condició de renunciar als seus drets al tron francès, evitant així la unió de les dues corones; l'Imperi va annexionar-se gran part dels antics dominis espanyols a Itàlia i als Països Baixos. Tanmateix, malgrat que Lluís XIV va aconseguir situar el seu net al tron espanyol, el Tractat d'Utrecht va significar la fi de l'hegemonia francesa a Europa i va iniciar l'època de l'equilibri de poders que es mantindria fins a la fi de la Primera Guerra Mundial (1914-1918). Segons l'historiador Joaquim Albareda, qui va guanyar de debò va ser Anglaterra, que va aconseguir arrencar d'Espanya prebendes comercials a Amèrica i va aconseguir que França li'n fes d'altres i, a més, es quedés exhausta. També segons ell, la Guerra va marcar l'entrada d'Espanya en la decadència i va suposar la fi de la supremacia espanyola en l'ordre mundial.
Dins dels regnes hispànics, la Corona de Castella va donar suport a Felip de Borbó mentre que, després de 1705, els estats de la Corona d'Aragó s'alinearen amb el pretendent Carles d'Àustria, que oferia mantenir les llibertats tradicionals. Per això, el triomf de Felip de Borbó, hereu del centralisme francès, va significar la fi dels drets i privilegis dels regnes de la Corona d'Aragó, que foren uniformitzats segons les lleis de Castella; a la Península, la guerra va durar fins al 1715, amb la capitulació de Mallorca davant de les forces de Felip V. Entre el 1702 i el 1715 van morir més d'1.200.000 combatents.

## Antecedents històrics
A causa de la seva constitució malaltissa i de les greus deficiències mentals i físiques que patí durant tota la seva vida, resultava del tot previsible que Carles II moriria sense descendència. Per tant, en totes les corts europees va començar a discutir-se la qüestió de l'herència dels dominis de la Monarquia Hispànica (Castella, la Corona d'Aragó, les colònies d'Amèrica, les possessions italianes i els dominis dels Països Baixos).
Basant-se en el seu parentiu amb Carles II, dues nissagues reclamaven l'herència hispànica: la Casa de Borbó i la Casa d'Àustria.
Com a fill de la princesa castellana Anna d'Àustria, Lluís XIV era cosí germà de Carles II, per la qual cosa aspirava que la corona espanyola passés al seu fill Lluís; ara bé, com que Lluís també era l'hereu del tron francès, això obria la possibilitat d'una unió dinàstica hispano-francesa que hauria fet trontollar l'equilibri de les potències europees; a més, tant Anna com 
Maria Teresa d'Àustria, filla de Felip IV de Castella i III d'Aragó i muller de Lluís XIV, havien renunciat als seus drets successoris en el moment de casar-se; tanmateix, aquestes renúncies estaven condicionades al pagament dels dots d'aquestes infantes, que no es van pagar mai.
El candidat alternatiu a Lluís XIV i els seus descendents era l'emperador Leopold I, també cosí germà de Carles II; a més, en el seu testament, Felip IV, pare de Carles II, havia concedit la successió hispànica a la Casa d'Àustria. Naturalment, si Leopold heretava els dominis hispànics, llavors es tornaria a formar la unió dinàstica amb què, al segle xvi, havia basat el seu poder Carles I de Castella, I d'Aragó i V del Sacre Imperi Romanogermànic.
El 1668, només tres anys després de l'ascens al tron de Carles II, Leopold I, qui aleshores encara no tenia fills, havia acceptat la partició dels dominis hispànics entre Àustries i Borbons tot i que Felip IV, mort el 1665, li havia concedit tota l'herència. Tanmateix, vint-i-un anys després, el 1689, Guillem III d'Anglaterra i II d'Escòcia, quan va demanar ajuda a l'emperador en la Guerra de la Gran Aliança contra Lluís XIV, va prometre a Leopold I donar-li suport en la seva reivindicació de la totalitat de l'herència hispànica.

### La balança de poder i els tractats de repartiment

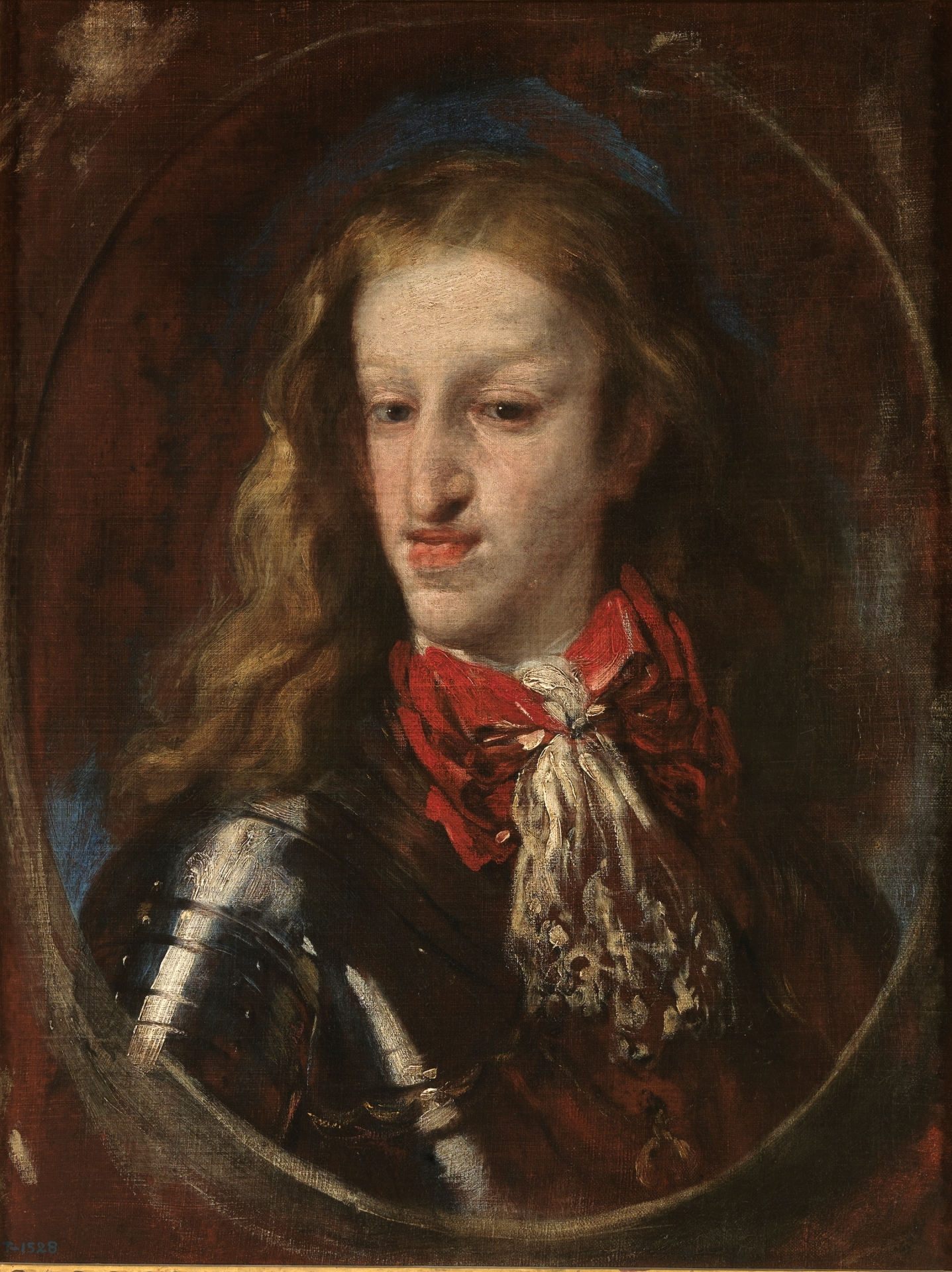
Carles II, monarca espanyol de la Casa d'Àustria. La seva mort sense descendents, la preservació de la «Balança de poder», i la impossibilitat d'arribar a un acord satisfactori entre les potències emergents -França, Anglaterra i Holanda- portaren a l'esclat de la Guerra de Successió Espanyola quan aquest nomenà com a hereu al duc Felip d'Anjou -Felip V-, de la Casa de Borbó, amb la condició que mantingués l'herència íntegra i renunciés al tron de França.

El regnat de Carles II (1665-1700), el darrer monarca espanyol de la Casa d'Àustria, es veié caracteritzat per les guerres contínues que llançà la França absolutista de Lluís XIV contra les possessions europees de la monarquia espanyola. A la Guerra de Devolució (1667–1668) seguí la Guerra francoholandesa (1672-1678), i després la Guerra de la Lliga d'Augsburg (1688-1697). L'expansionisme agressiu francès ja no podia ésser aturat per la monarquia espanyola en solitari, i aquesta va haver de recórrer contínuament a aliances amb països protestants -Anglaterra i Holanda-, que com França eren les potències emergents a Europa. En aquelles guerres, i amb els subsegüents tractats de pau, es forjà el concepte de la «Balança de poder», el qual proposava que, per mantenir la pau a Europa, s'havia d'evitar que cap de les potències fos més poderosa que les altres, mantenint-se així en equilibri. Tanmateix, la mort sense hereus de Carles II amenaçava la balança de poder a Europa, perquè tant si la Monarquia d'Espanya era per la Casa de Borbó com si era per la Casa d'Àustria, en tots dos casos es formaria una nova superpotència tan poderosa que trencaria la «Balança de poder». Per aquesta raó, el tema de la successió hispànica va anar esdevenint cada cop més candent.
Llavors Anglaterra i França, esgotades ambdues per les guerres i tractant d'evitar-ne una altra, decidiren fer tractats de repartiment trossejant la Monarquia d'Espanya. Al Tractat de la Haia es reconeixia un candidat de consens com a hereu de la corona espanyola: Josep Ferran de Baviera. Com que no pertanyia ni a la Casa d'Àustria ni als Borbó, sinó a la dinastia Wittelsbach, l'amenaça d'una unió dinàstica dels regnes hispànics amb França o amb l'Imperi —que trencaria la «Balança de poder»— quedava esvaïda. Per compensar els drets dinàstics de la Casa de Borbó i de la Casa d'Àustria, els dominis espanyols als Països Baixos i Itàlia serien repartits entre Lluís XIV i Leopold I. Així, malgrat que aquests dos candidats principals estaven disposats a renunciar als seus drets en favor d'aspirants més joves de les seves cases com ara l'arxiduc Carles d'Àustria, fill segon de Leopold I, o el duc d'Anjou, net de Lluís XIV, finalment Josep Ferran de Baviera esdevingué el candidat preferit d'Anglaterra i dels Països Baixos. Aquesta fou una decisió presa sense haver consultat ningú de la cort espanyola, on l'única preocupació era evitar el trossejament de la Monarquia d'Espanya; per això, quan el Tractat es va donar a conèixer, Carles II nomenà hereu Josep Ferran de Baviera, però deixant clar que li corresponia la totalitat de l'herència i no només la part que Anglaterra i França havien repartit. Tanmateix, Josep Ferran de Baviera va morir sobtadament víctima de la verola (febrer, 1699) amb la qual cosa va haver de tornar a plantejar-se la qüestió successòria i com preservar l'equilibri de poders.
El 1700, Anglaterra i França ratificaren el Tractat de Londres, pel qual l'arxiduc Carles d'Àustria heretava tots els dominis hispànics menys les possessions d'Itàlia, que passaven a França; aquest tractat va desplaure Leopold I, que, a més de no haver-hi pres part, estava interessat precisament en l'obtenció de les possessions italianes.

### Les intrigues a la cort de Madrid

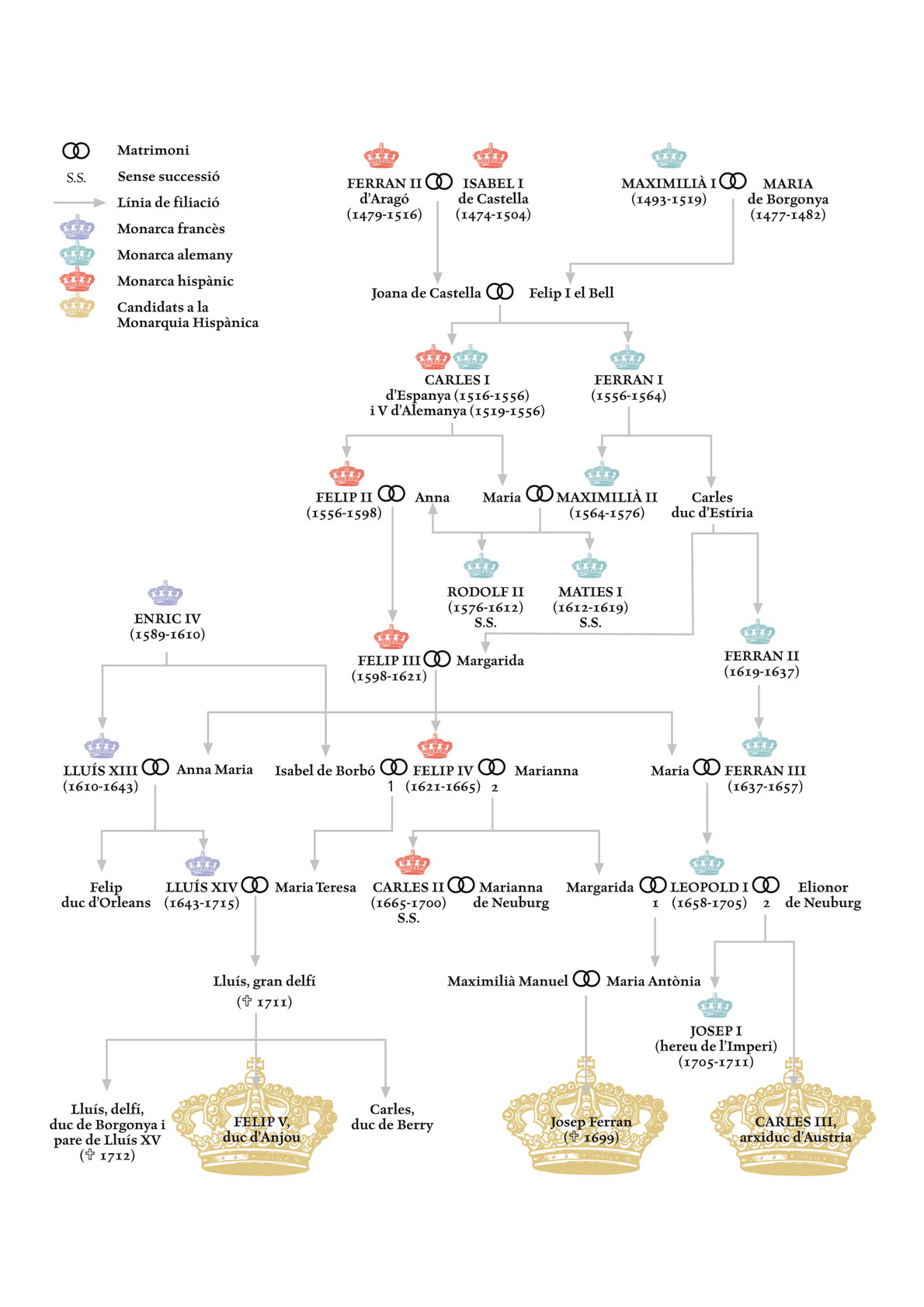
Els pretendents

Les intrigues cortesanes a Madrid corrien paral·leles encapçalades pel «partit francès», els partidaris de l'entronització de la Casa de Borbó. Entre 1698 i 1699 Froilán Díaz de Llanos, el confessor personal del rei, li practicà a Carles II tres exorcismes; interrogats els dimonis que el posseïen, aquests declararen que efectivament el rei era víctima d'un malefici que el tenia embruixat, i que els principals responsables n'eren la seva muller Marianna de Neuburg, i el primer ministre el comte d'Oropesa, oposats tots dos a l'entronització de la Casa de Borbó. Poc després esclatà a Madrid el Motín de los gatos (28 d'abril, 1699,) que provocà la caiguda definitiva del primer ministre antiborbònic comte d'Oropesa. Aleshores, fou transcendental la influència que el cardenal Portocarrero exercí en la redacció del testament final de Carles II. El març de 1700 Lluís XIV informà el seu ambaixador a Madrid duc d'Harcourt que havia signat el nou tractat de repartiment. El 20 de maig li ordenà que l'exposés davant Carles II argumentant-li que, com que no havia nomenat un successor de la Casa de Borbó, estava prenent mesures per defensar els drets dinàstics de la seva nissaga a quedar-se almenys una part de l'herència. El 13 de juny de 1700 l'ambaixador francès informà a Lluís XIV que la publicació del tractat havia sorprès a molts i els havia inclinat a declarar-se partidaris de la Casa de Borbó perquè l'única voluntat dels mandataris espanyols era evitar, fos com fos, el trossejament de la Monarquia d'Espanya. Creien que entronitzant a la Casa de Borbó i aliant-se amb la primera potència de l'Europa del segle xvii -la França de Lluís XIV- seria l'única manera d'aconseguir mantenir la integritat territorial de la monarquia espanyola. Finalment l'octubre de 1700 el partit francès encapçalat pel cardenal Portocarrero aconseguí que Carles II nomenés hereu en tots els seus regnes, estats i senyories a Felip de Borbó, net del rei de França, amb la condició que havia de mantenir íntegra l'herència i renunciar al tron de França. Carles II morí l'1 de novembre de 1700.

## Preludi

### L'acceptació del testament

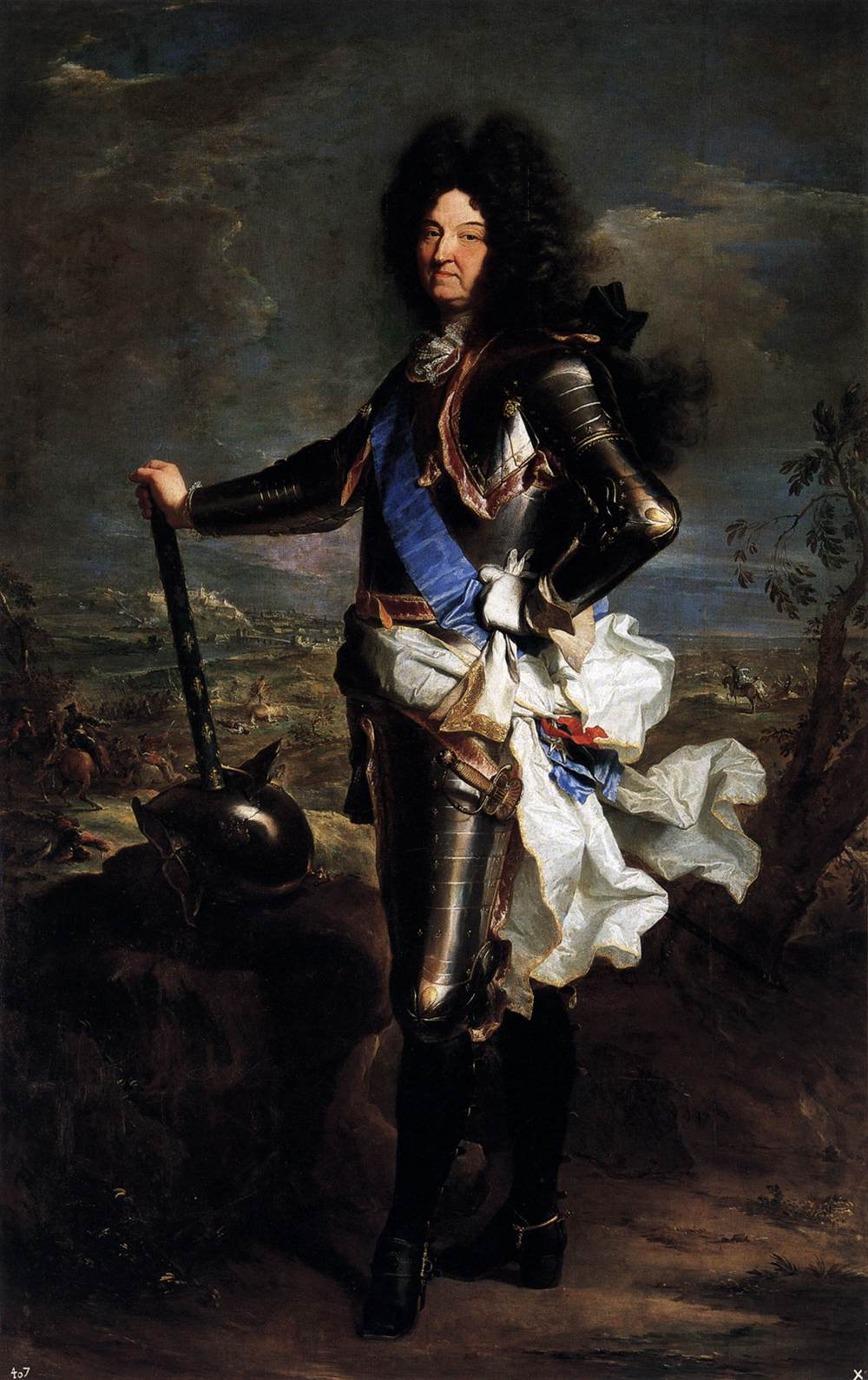
Retrat de Lluís XIV (1638-1715)
(Obra de Hyacinthe Rigaud, 1701)

Havent mort Carles II l'1 de novembre del 1700, el mateix dia es formà un consell de regència seguint les indicacions testamentàries format per Marianna de Neuburg (vídua de Carles II), el Cardenal Portocarrero, Manuel Arias y Porres (President del Consell de Castella), duc de Montalto (President del Consell d'Aragó), el duc de Fernandina (President del Consell d'Itàlia), el comte de Monterrey (President del Consell de Flandes), el comte de Frigliana (President del Consell d'Estat), Baltasar de Mendoza y Sandoval (Inquisidor General), i el duc de Benavente, assistits per Antonio Cristóbal de Ubilla y Medina (Secretari d'Estat i del Despatx Universal). El consell de regència comunicà la voluntat de Carles II a Versalles.
Malgrat la sorpresa inicial de Lluís XIV en conèixer el testament de Carles II, els consellers asseguraren a Lluís XIV que resultava més segur mantenir el repartiment del Tractat de Londres de 1700 que no pas acceptar el testament, ja que la Casa d'Àustria, en veure's totalment desposseïda de territoris, reivindicaria els seus drets a la corona espanyola per iniciar una guerra. Per contra Jean-Baptiste Colbert, el secretari d'afers estrangers va argumentar que tant si acceptava el testament que li donava la totalitat dels dominis hispànics, com si el rebutjava i reclamava tan sols una part, igualment hauria d'anar a una guerra contra la Casa d'Àustria perquè aquesta no havia acceptat el tractat de repartició de Londres. A més, també calia tenir present que, segons el testament de Carles II, el duc Felip d'Anjou només tenia dues opcions: o bé acceptar tots el dominis de la Monarquia o bé renunciar-hi del tot. I, si hi renunciava, l'herència passava al duc de Berry; i, si aquest també hi renunciava, finalment passava a Carles d'Àustria. I, si aquest s'entronitzava, difícilment les potències marítimes -Anglaterra i les Províncies Unides- s'embarcarien en una guerra contra la seva antiga aliada la Casa d'Àustria per fer acomplir el repartiment segons les condicions del Tractat de Londres. Finalment, Lluís XIV acabà per acceptar el testament per raons estratègiques en interès de França. El consell de regència espanyol rebé la resposta d'acceptació del testament el 21 de novembre de 1700, i el 24 de novembre de 1700 el duc d'Anjou fou proclamat oficialment nou monarca espanyol amb el nom de Felip V. Aquest heretava tots els dominis de la monarquia, la qual cosa trencava les condicions del Tractat de Londres, i amb l'obligació testamentària de mantenir la integritat territorial de tota l'herència rebuda. Per la seva banda Guillem III no podia declarar la guerra al no disposar del suport necessari de les elits polítiques d'Anglaterra i dels Països Baixos i, per això, l'abril de 1701 va reconèixer Felip V com a nou monarca.

### La preparació per la guerra

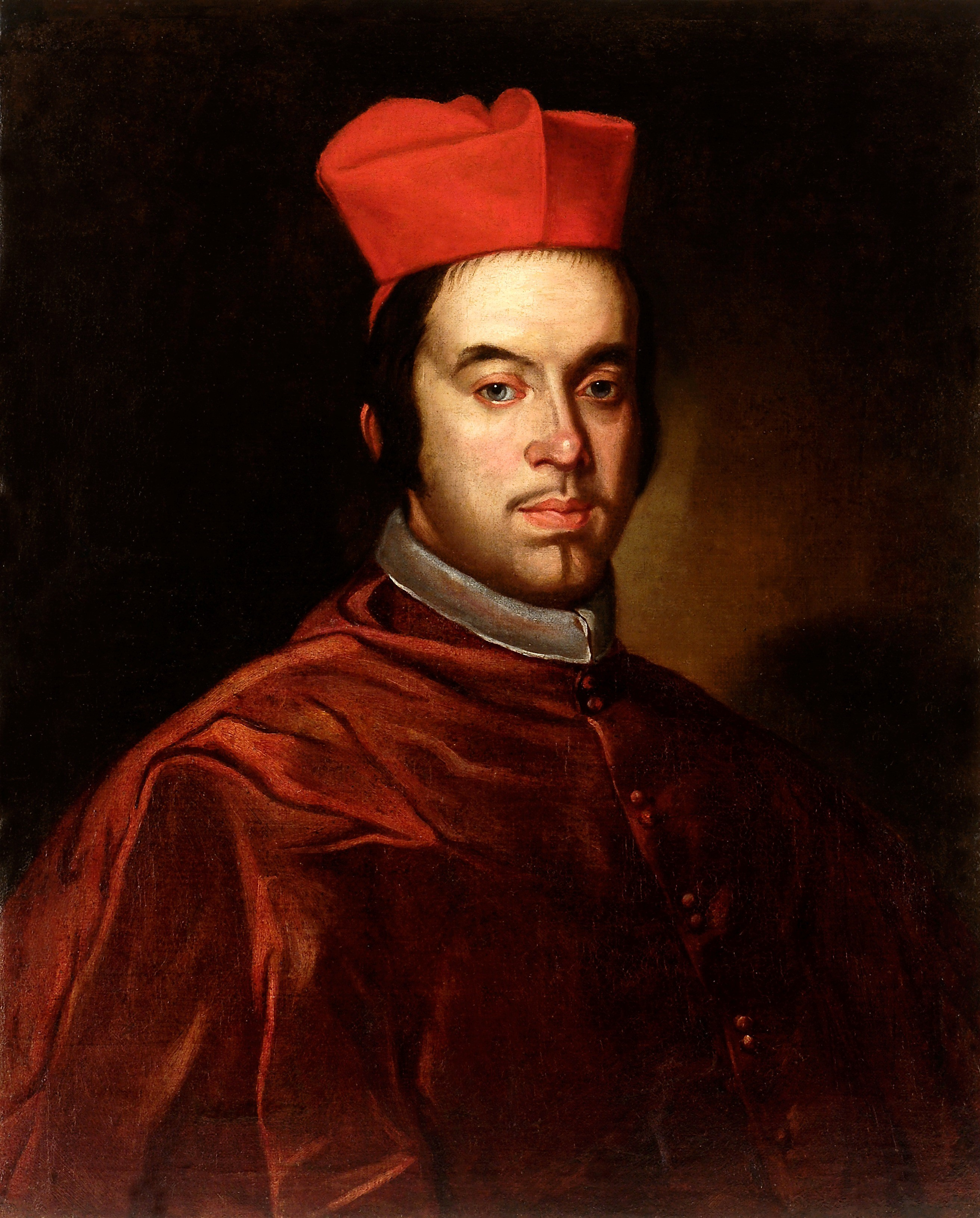
El cardenal Portocarrero fou l'instrument que utilitzà Lluís XIV de França per governar la Monarquia d'Espanya des de Versalles. Primer com a conseller de Carles II fou determinant en la redacció del testament, després en el consell de regència, i finalment en el Despacho, un reduït gabinet de 4 persones que assessorava Felip V i que deixava marginat el Consell d'Estat.

Ràpidament el 3 de desembre de 1700 Lluís XIV donava instruccions al seu net de com i amb qui havia de governar. El 21 de desembre de 1700 l'ambaixador francès duc d'Harcourt entregava una memòria al cardenal Portocarrero per la qual tots els virreis i governadors, així com els ambaixadors a les corts estrangeres, quedaven sota les ordres de Lluís XIV; una setmana després el consell de regència emetia la Reial Ordre de 28-XII-1700 per la qual tot el servei diplomàtic espanyol quedà supeditat als francesos. El 12 de gener de 1701 l'ambaixador francès duc d'Harcourt suggerí a Lluís XIV la conveniència d'entrar a formar part del consell de regència, però el monarca francès es va refusar, assenyalant-li que s'havia de mantenir l'aparença que la monarquia d'Espanya la governaven només espanyols; li autoritzava la seva presència només quan arribés Felip V, al·legant que faria de traductor, i entre tant que despatxés privadament amb el cardenal Portocarrero. El 22 de gener de 1701 el duc Felip d'Anjou travessava la frontera i el 2 de febrer de 1701 Lluís XIV informava el seu ambaixador a Flandes d'una imminent operació militar secreta; la nit del 5 al 6 de febrer de 1701 les tropes franceses s'apoderaren de les fortaleses de Mons, Ath, Charleroi, Oudenaarde, Nieuport, Namur i Luxemburg, expulsant-ne les tropes espanyoles. Paral·lelament negociava en secret amb el duc de Baviera el govern d'aquells territoris a l'esquena del consell de regència. Entremig, el 3 de febrer de 1701 es feu legal la disposició que confirmava els drets de Felip V a la successió del tron de França, de manera que la unió de les dues corones borbòniques quedava oberta i remarcava la condició que Felip V era membre de la Casa de Borbó, estant subordinat per tant a Lluís XIV, el seu cap. Paral·lelament, reconeixia també els drets del duc d'Orleans al tron espanyol, convertint-lo així en un tercer en disputa en cas que succeís cap imprevist amb Felip V. Finalment el 18 de febrer de 1701 Felip V arribava a la cort de Madrid i el consell de regència dominat pel cardenal Portocarrero quedava dissolt.
Per governar la Monarquia d'Espanya des de Versalles, Lluís XIV instà al seu net a la formació d'un atípic consell de gabinet, el Despacho, que hauria de despatxar diàriament amb Felip V. Amb aquest gabinet Lluís XIV controlaria tota l'acció de govern de la monarquia espanyola marginant al Consell d'Estat format per l'aristocràcia i els Grandes a qui corresponia la prerrogativa de cogovernar amb el rei. El Despacho el formaven el mateix Felip V i el secretari del despatx universal Antonio de Ubilla, acompanyats pel cardenal Portocarrero, el president de Castella Manuel Arias y Porres, lleials a Lluís XIV, i l'ambaixador francès Comte de Marsin en persona al·legant funcions de traducció.

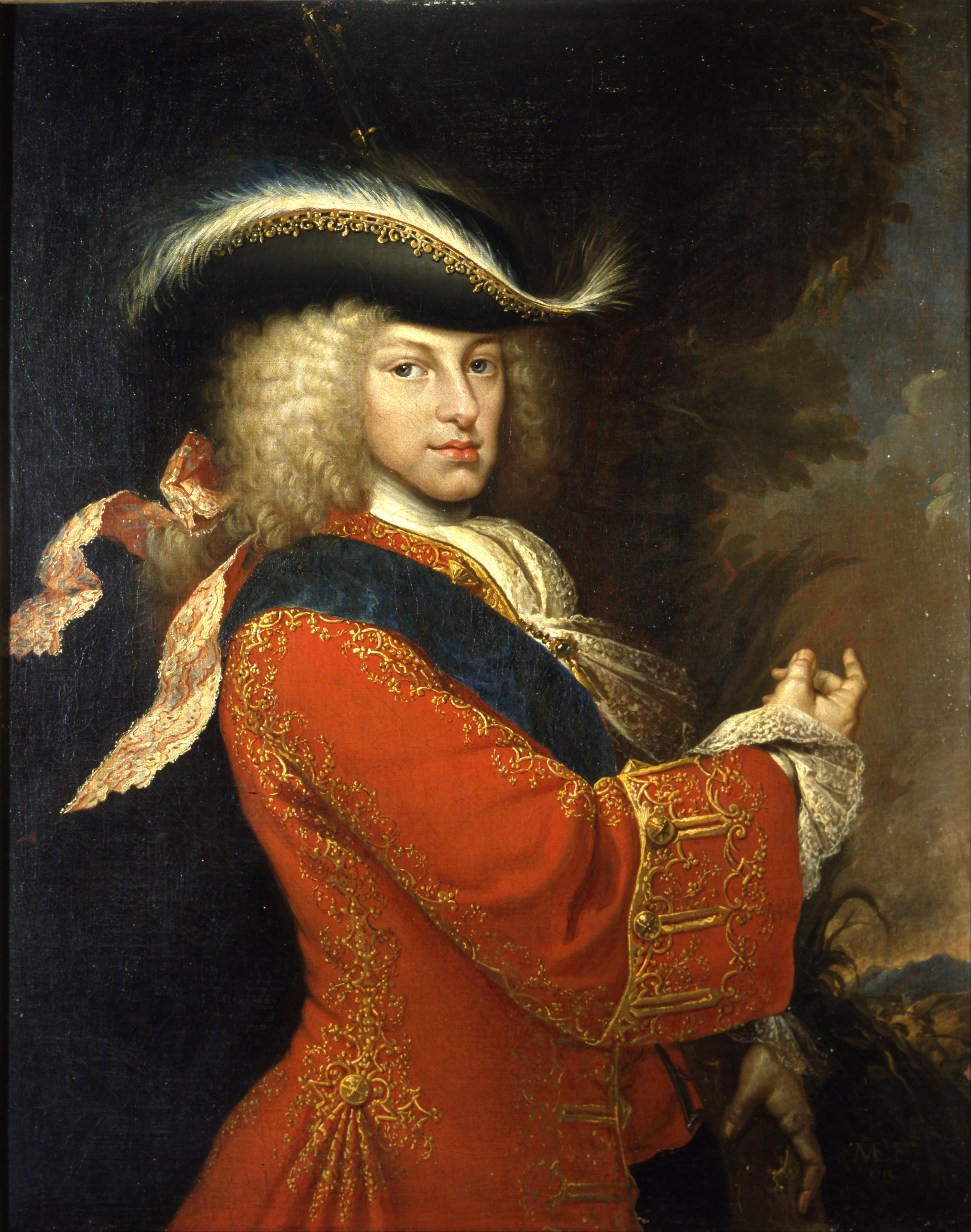
El duc Felip d'Anjou, net del rei de França, nomenat hereu pel testament de Carles II. El 24 de novembre de 1700 fou proclamant oficialment nou monarca espanyol amb el nom de Felip V. Tot i així, es ratificaren a París els seus drets a la successió, també, al tron de França, quedant oberta l'amenaça d'unió de les Dues Corones borbòniques.

El 24 de març de 1701 Felip V signava el tractat que unia la monarquia d'Espanya a l'aliança firmada entre França i el ducat de Màntua, i el 9 de març de 1701 signava un altre tractat que la unia a l'aliança entre França i l'elector de Baviera. El 6 d'abril de 1701 Lluís XIV s'alià amb el ducat de Savoia decidint el casament del seu net Felip V amb Maria Lluïsa de Savoia sense que els governants espanyols en tinguessin coneixement. El 8 de maig de 1701, al Convent de San Jerónimo, les Corts de Castella juraven fidelitat i reconeixien al duc d'Anjou com a rei Felip V de Castella. El 19 de maig de 1701 el vicealmirall de la flota francesa comte d'Esterées fou nomenat cap de l'armada espanyola amb el títol de tinent general de la mar. I finalment el 18 de juny de 1701 l'ambaixador francès a Lisboa firmava un tractat d'aliança amb Portugal en nom de la Monarquia d'Espanya, que incloïa la rescissió del contracte de l'"asiento de negros" molt favorables per a Portugal.
Però a principis de 1701 la situació financera i fiscal, tant de França com de la Monarquia d'Espanya, era crítica. Lluís XIV envià a Madrid Jean Orry en qualitat de conseller de Felip V, i aquest fou nomenat superintendent de l'exèrcit i exercí de ministre de finances. El Consell d'Hisenda espanyol reconeixia que els mitjans ordinaris estaven gastats o compromesos, i si bé la Flota de Indias havia portat el març de 1701 130.000 escuts i el comerç havia facilitat 300.000 escuts més, la major part s'havia gastat en reforçar fortaleses i comprar les voluntats de prínceps per forjar l'aliança borbònica dissenyada per Lluís XIV. Aleshores Lluís XIV centrà la seva atenció en els tresors de les Índies, que havien de permetre drenar els recursos econòmics americans de la monarquia espanyola cap al finançament de la guerra. Lluís XIV ordenà que fossin destituïdes totes les autoritats relacionades amb les Índies, tant a la metròpoli com a les colònies; ordenà les esquadres franceses de Coëtlogon i Châteaurenault que escortessin la Flota de Indias a fi d'evitar cap atac mentre transportaven l'or i la plata; s'apoderà del fabulós contracte d'Asiento de negros, que passà a mans de la Companyia Real de Guinea -establerta a França- amb un contracte per deu anys; i finalment establí noves companyies comercials i ocupà Pensacola per bloquejar la invasió comercial a les Índies de comerciants estrangers -Anglaterra, Holanda i Portugal- que acaparaven la major part del comerç hispano-americà i dominaven l'exportació de productes europeus en l'eix Cadis-Sevilla. En les cartes enviades per Lluís XIV als seus ambaixadors, la preocupació pel destí de l'or i la plata portats per la Flota de Índias fou contínua al llarg del conflicte. Així, a través de l'ambaixador comte de Marcin, el 18 de gener de 1702 s'encarregà Francisco Ronquillo Briceño que recollís els efectes portats de les Índies i els enviés a França. A la fi de l'any 1702, el nou ambaixador francès César d'Estrées, auxiliat per negociants francesos, s'ocupà dels problemes que comportava el complicat i incòmode transport de l'or i la plata cap a França.

### L'esclat de la guerra i la formació de la Gran Aliança de la Haia

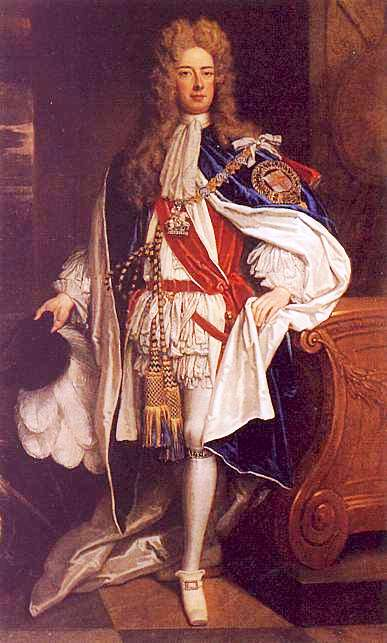
El duc de Marlborough, comandant de les forces imperials, angleses i holandeses, va infligir una gran derrota als francesos i els bavaresos a la batalla de Blenheim.

El 9 de juliol de 1701 les tropes imperials de la Casa d'Àustria, comandades per Eugeni de Savoia, havien envaït el ducat de Milà, territori italià de la Monarquia d'Espanya, la qual cosa va provocar una intervenció francesa i la victòria imperial a la batalla de Carpi. Així es va iniciar la Guerra de Successió Espanyola. A la coalició antiborbònica s'hi uniren molts estats alemanys, principalment Prússia i l'Electorat de Hannover, i al Regne de Nàpols esclatà un aixecament contra la Casa de Borbó animat per la Casa d'Àustria, que havia entrat en converses amb la noblesa napolitana, i que fou esclafat pel virrei el duc de Medinaceli.
L'agressiva política de Lluís XIV i la prohibició a Anglaterra i als Països Baixos de comerciar amb els ports hispànics, que perjudicava seriosament els interessos comercials d'aquests dos països, feren que Guillem III, havent aconseguit el suport dels seus súbdits, signés amb les Províncies Unides el Tractat de la Haia (7 de setembre de 1701) aliant-se amb la Casa d'Àustria. Aquest tractat reconeixia Felip V com a monarca espanyol, i només pretenia obligar-lo a cedir a la Casa d'Àustria les possessions italianes i els Països Baixos Espanyols, que així quedarien també fora de l'abast de l'expansionisme francès; per la seva banda, Anglaterra i les Províncies Unides pretenien obligar Felip V que mantingués els seus drets comercials als regnes hispànics com en temps del difunt Carles II. Pocs dies després de la signatura del Tractat va morir l'exrei Jaume II d'Anglaterra i VII d'Escòcia, exiliat a França des que, el 1688, Guillem III l'havia destronat. Tot i que d'ençà de la signatura del Tractat de Rijswijk (1697) Lluís XIV havia reconegut Guillem III com a rei d'Anglaterra i d'Escòcia, ara reconegué com a monarca legítim el fill de Jaume II, Jaume Estuard, la qual cosa va predisposar encara més l'opinió pública anglesa a donar suport als plans de guerra de Guillem III. Fins i tot després de la mort de Guillem III (1702), la seva successora a Anglaterra i Escòcia, la reina Anna, va continuar la guerra, assessorada pels seus ministres Godolphin, i Marlborough.
A Europa, la guerra tingué els seus camps de batalla a la península Ibèrica i a la zona centro-occidental europea, principalment als Països Baixos, amb altres importants batalles a Alemanya i Itàlia. Eugeni de Savoia i el duc de Marlborough es distingiren com a comandants militars als Països Baixos.

## La Guerra a Europa

### Primera Fase 1701–1703

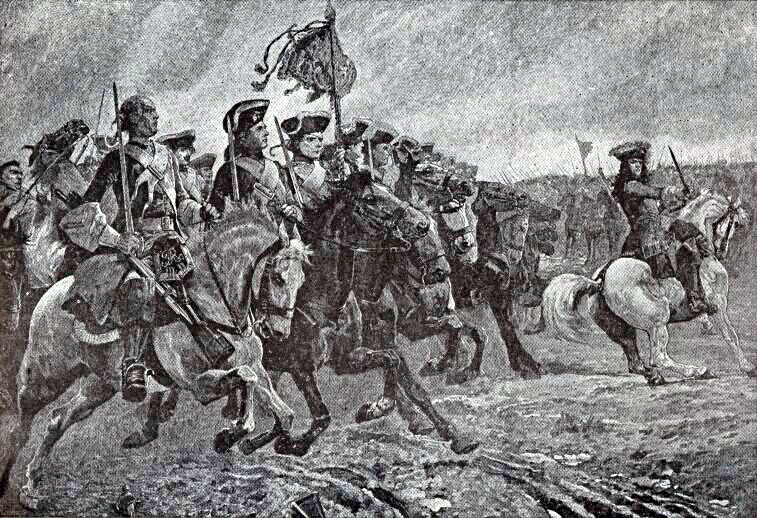
El duc de Villars dirigeix la cavalleria cap a la victòria a la batalla de Friedlingen.

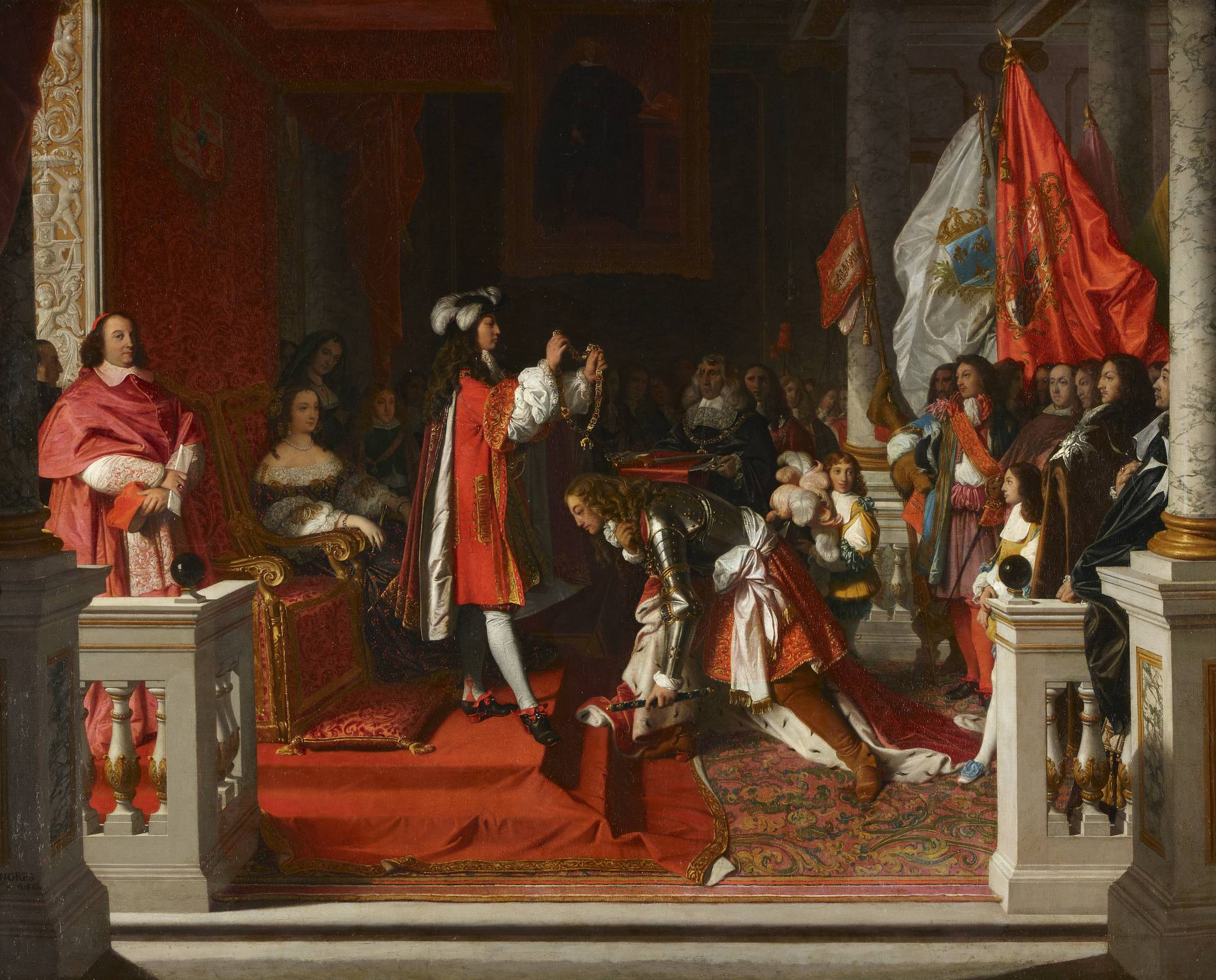
Felip d'Anjou nomena el duc de Berwick duc de Fitz-James al Pariatge de França, després d'haver vençut els aliats a la batalla d'Almansa. Pintura de Jean Auguste Dominique Ingres.

El 1702, Eugeni de Savoia va lluitar a Itàlia, on el comandant francès era el duc de Villeroy, a qui Eugeni va derrotar i capturar a la batalla de Cremona l'1 de febrer. Villeroi va ser aleshores substituït pel duc de Vendôme, qui, malgrat el resultat incert de la batalla de Luzzara (agost) i una superioritat numèrica de tropes, no va aconseguir expulsar Eugeni d'Itàlia.
Mentrestant, Marlborough va dirigir una força combinada d'anglesos, holandesos i alemanys als Països Baixos, on va capturar moltes places importants, principalment Lieja. Al Rin, un exèrcit imperial dirigit per Lluís de Baden va prendre Landau el setembre, però l'amenaça damunt d'Alsàcia va aturar-se arran de l'entrada a la guerra dins del bàndol francès de l'elector Maximilià II Manuel de Baviera. El príncep Lluís va ser obligat a retirar-se més enllà del Rin, on el derrotà l'exèrcit francès del duc de Villars a Friedlingen. L'almirall anglès sir George Rooke va aconseguir una important victòria a la batalla de la badia de Vigo, on va destruir totalment la flota espanyola d'Índies i va capturar tones de plata americana.
Marlborough entrà a Bonn el 1703 i forçà l'elector de Colònia a marxar cap a l'exili; tanmateix, no va aconseguir prendre Anvers i els francesos venceren a Alemanya. Un exèrcit franco-bavarès, dirigit pel duc de Villars i pel Maximilià Manuel de Baviera, derrotà les tropes imperials de Lluís de Baden i de Hermann Stirum, però la timidesa de l'elector va impedir dur a terme una marxa sobre Viena, per la qual cosa Villars va dimitir. Tot i així, van continuar les victòries franceses al sud d'Alemanya amb un nou exèrcit dirigit per Camille de Tallard, que va triomfar al Palatinat, amb la qual cosa es va tornar a plantejar de nou la possibilitat d'atacar Viena.
Ara bé, en l'àmbit diplomàtic, al final de 1703 França va patir el revés de la decisió de Pere II de Portugal i de Víctor Amadeu II de Savoia de passar-se al bàndol austríac; a més, si, en un principi, els anglesos estaven disposats a acceptar Felip d'Anjou com a rei d'Espanya, ara consideraven millor per als seus interessos comercials el domini dels regnes hispànics per Carles d'Àustria, qui així esdevindria Carles III de Castella i d'Aragó. L'emperador Leopold va promoure el Pacte mutu de successió entre els arxiducs Josep i Carles.

### Segona fase 1704–1709
El 1704, el pla dels francesos era usar l'exèrcit de Villeroi als Països Baixos per aturar l'avenç de les tropes de Marlborough, mentre les forces franco-bavareses dirigides per Maximilià de Baviera i Ferdinand de Marsin, el substitut de Villars, marxaven cap a Viena. Ara bé, el canvi de bàndol de Portugal va permetre Carles d'Àustria desembarcar a Lisboa el 20 de juny de 1704 acompanyat d'un exèrcit anglès liderat per Lord Peterborough i d'una esquadra anglo-holandesa dirigida per Cloudesley Shovell i Lord Peterborough.
Ignorant els desitjos dels holandesos, que s'estimaven més mantenir les seves tropes als Països Baixos, va dirigir les forces angleses i holandeses cap al sud d'Alemanya; mentrestant, Eugeni de Savoia va dirigir-se cap al nord des d'Itàlia amb l'exèrcit austríac per tal d'evitar l'atac de Viena pels franco-bavaresos. Després d'haver-se trobat, les tropes de Marlborough i d'Eugeni de Savoia van enfrontar-se als francesos dirigits per Tallard a la batalla de Blenheim, que resultà un èxit rotund per a Marlborough i Eugeni, fins al punt que Baviera va retirar-se de la guerra. Aquell mateix any, actuant en nom de Carles III de Castella i d'Aragó, els anglesos ocuparen Gibraltar, a Castella, amb participació catalana i amb l'ajuda de les tropes holandeses del príncep Jordi de Hessen-Darmstadt, amb la qual cosa, a partir d'aleshores, els anglesos posseïren la clau de la Mediterrània.
Després de la Batalla de Blenheim, Marlborough marxà cap als Països Baixos i Eugeni de Savoia se'n tornà cap a Itàlia. El 1705, malgrat els seus èxits contra Villeroi a la batalla d'Elixheim, el pla de Marlborough d'envair França pel Mosel·la va fracassar; per altra banda, no van arribar a cap resultat clar els enfrontaments de Villars i Lluís de Baden al Rin ni tampoc els del duc de Vendôme i d'Eugeni de Savoia a Itàlia. Aquesta situació de bloqueig va trencar-se el 1706 quan Marlborough va expulsar les tropes franceses dels Països Baixos espanyols després d'haver aconseguit derrotar Villeroi a la batalla de Ramillies el maig, la qual cosa li va permetre apoderar-se d'Anvers i de Dunkerque. Per la seva banda, el setembre, després que el duc de Vendôme marxés per fer-se càrrec de l'exèrcit dels Països Baixos, el príncep Eugeni i Víctor Amadeu II de Savoia infligiren una greu derrota al duc d'Orleans i a Marsin a la batalla de Torí, després de la qual els francesos hagueren de marxar d'Itàlia al final d'aquell any.
Després de l'expulsió dels francesos d'Alemanya, Itàlia i els Països Baixos, l'acció de la guerra passà a la península Ibèrica. El 1706, el general portuguès Marquês das Minas va envair Castella des de Portugal, arribant, fins i tot, a prendre Madrid, però aquesta fou recuperada per un exèrcit comandat per Felip de Borbó i pel duc de Berwick. El 1707, el comte de Galway va fer un altre intent de prendre Madrid, però el duc de Berwick el derrotà a la batalla d'Almansa el 25 d'abril; a partir d'aleshores, la guerra a la península va desenvolupar-se en tot un seguit d'escaramusses sense cap resultat decisiu.

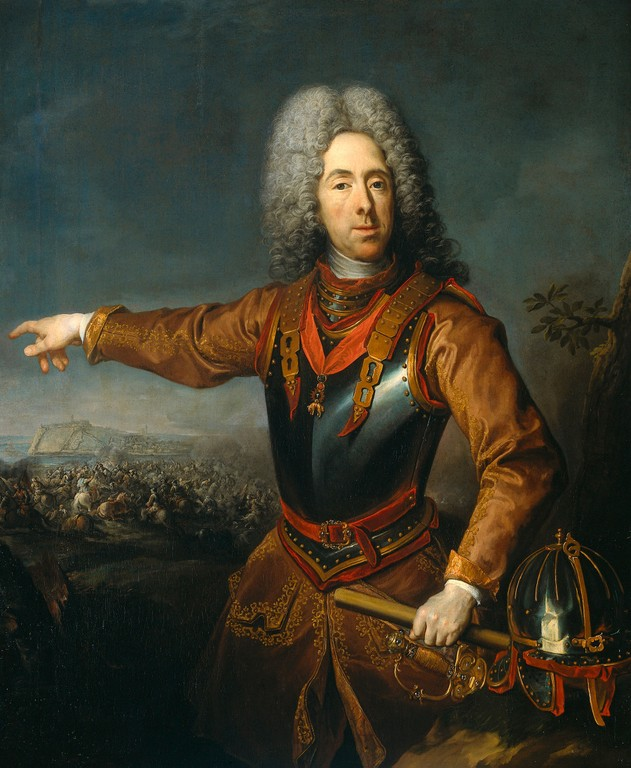
El príncep Eugeni de Savoia pintat per Jacob van Schuppen. El príncep Eugeni fou un dels més grans generals austracistes. Va lluitar juntament amb Marlborough a Blenheim, Oudenaarde i Malplaquet.

El 1707, la guerra de successió va unir-se breument a la Gran Guerra del Nord, que s'estava esdevenint simultàniament a l'Europa septentrional. Carles XII de Suècia va arribar a Saxònia perseguint l'elector Frederic August I, a qui va obligar a renunciar al tron de Polònia. Llavors, tant els francesos com els aliats intentaren atraure's el rei de Suècia. Els francesos miraren d'aconseguir que dirigís les seves tropes contra l'emperador Josep I, qui havia donat suport a Frederic August de Saxònia; tanmateix, Carles XII, que es veia com el defensor de l'Europa protestant, condemnava el tracte donat per Lluís XIV als hugonots, com tampoc no sentia cap interès pel conflicte de l'Europa occidental; per això, dirigí els seus objectius cap a Rússia i decidí no intervenir en la guerra de successió.
Per enfortir la seva reclamació al tron, després de la derrota a Almansa i la publicació per part de Felip II de Castella del Decret de Nova Planta i el naixement imminent de l'infant Lluís, l'Arxiduc Carles anuncià el 18 d'agost de 1707 i el trasllat a Barcelona de la seva futura esposa, el seu futur matrimoni amb Elisabet Cristina de Brunsvic-Wolfenbüttel, filla del duc Lluís Rodolf de Brunsvic-Wolfenbüttel i de la princesa Cristina Lluïsa d'Oettingen-Oettingen.
El 1707, el príncep Eugeni va intentar envair França des d'Itàlia, però fou aturat pels francesos. Mentrestant, Marlborough s'estava als Països Baixos entretingut en la conquesta d'innombrables fortaleses. El 1708, els exèrcits de Marlborough s'enfrontaren als francesos, afeblits a causa de la mala relació entre els seus dos principals dirigents el duc de Borgonya, net de Lluís XIV i germà de Felip de Borbó, i el duc de Vendôme, ocasionada pels errors estratègics del duc de Borgonya, qui, ajornant la decisió d'atacar, va donar temps a Marlborough d'unir les seves tropes a les d'Eugeni de Savoia, cosa que va dur a la derrota francesa d'Oudenaarde, seguida per la caiguda de Lilla; mentrestant, a Itàlia, els austríacs saquejaren la ciutat de Forlì.
Se celebraren l'esposori de Carles i Elisabet Cristina el 23 d'abril de 1708 a Klosterneuburg i la reina recorregué els estats italians, reforçant la seva adhesió a la causa austriacista, arribant a Mataró el 25 de juliol, poc després de la victòria aliada a la batalla d'Oudenaarde, i instal·lant-se al palau de Jaume de Baró. L'1 d'agost de 1708 la parella es casà a l'església de Santa Maria del Mar de Barcelona. Els reis s'instal·laren al Palau Reial Nou de Barcelona amb la cort.
Després de les desfetes d'Oudenaarde i de Lilla, Lluís XIV es va veure forçat a negociar; per això, va enviar el Marquès de Torcy, el seu ministre d'afers estrangers, a entrevistar-se amb els aliats a la Haia. El rei de França estava disposat a cedir totes les possessions espanyoles als aliats, conformant-se només amb el domini del Regne de les Dues Sicílies; estava disposat, fins i tot, a proporcionar diners per ajudar a foragitar Felip de Borbó dels regnes peninsulars. Tanmateix, els aliats intentaren imposar unes condicions més humiliants encara: obligar Lluís XIV a dur les seves tropes a la península per destronar el seu net. El rei de França va rebutjar aquest tracte i continuà la lluita.
El 1709, després de tres intents d'invasió de França, Marlborough i Eugeni de Savoia aconseguiren avançar cap a París; a la batalla de Malplaquet, aquests dos generals aliats derrotaren les tropes del duc de Villars, però patiren moltes baixes en les seves tropes; després, els aliats prengueren Mons, però no pogueren explotar la victòria, amb la qual cosa la invasió de França quedà aturada.

### La fase final 1710–1713

Mapa dels moviments de tropes a la Guerra de Successió d'Espanyola.

El 1710, els aliats van dirigir una ofensiva a la península Ibèrica, en la qual el comte de Stanhope, després de vèncer a la batalla de Monte de Torrero, es va aturar deu dies per restablir les institucions a l'Aragó. Va aconseguir arribar a Madrid juntament amb Carles d'Àustria, però fou obligat a rendir-se a Brihuega quan arribaren reforços de França. A partir d'aleshores, però, l'aliança antiborbònica va començar a desfer-se. A Gran Bretanya, Marlborough va començar a perdre-hi influència, sobretot després que a la cort de la reina Anna, la seva dona Sarah Churchill, duquessa de Marlborough, caigués en desgràcia; per altra banda, al Parlament, va caure el govern dels Whig, que havia donat suport a la guerra, i el nou govern Tory va buscar fer la pau.
Després de les derrotes aliades a Brihuega i Villaviciosa, el 1711 l'emperador Josep I, va morir sense descendència masculina, amb la qual cosa la corona passà al seu germà Carles d'Àustria, qui així esdevingué l'emperador Carles VI del Sacre Imperi Romanogermànic; llavors, molts dels dirigents de les potències aliades van veure el domini dels regnes hispànics per l'emperador Carles VI com un perill per a l'equilibri europeu, i començaren a considerar com un mal menor reconèixer Felip de Borbó com a rei d'Espanya. En aquestes circumstàncies, Marlborough va aconseguir prendre Bouchain després d'haver derrotat Villars, però fou cridat a Gran Bretanya a final d'any, i es designà per substituir-lo el duc d'Ormonde.
En secret i actuant al marge dels austríacs i dels neerlandesos, el secretari d'estat britànic Henry St John va iniciar converses amb el marquès de Torcy. Per la seva banda, el duc d'Ormonde no va dur les tropes britàniques a l'atac, amb la qual cosa, després de la batalla de Denain, en què Eugeni de Savoia no va comptar amb l'auxili del duc d'Ormonde, el duc de Villars va poder recuperar gran part del terreny perdut pels francesos.
La signatura del Tractat d'Utrecht (1713) va posar fi a la guerra de Gran Bretanya i els Països Baixos contra França; mentre que la guerra entre França i Àustria va continuar fins que, el 1714, van ratificar-se els tractats de Rastatt i Baden. Per part espanyola, la Guerra de Successió tingué un epíleg en la Guerra de la Quàdruple Aliança (1718-1720) motivada per l'intent de Felip V d'apoderar-se de Sardenya i Sicília, territoris a què havia hagut de renunciar al Tractat d'Utrecht.

### El Tractat d'Utrecht

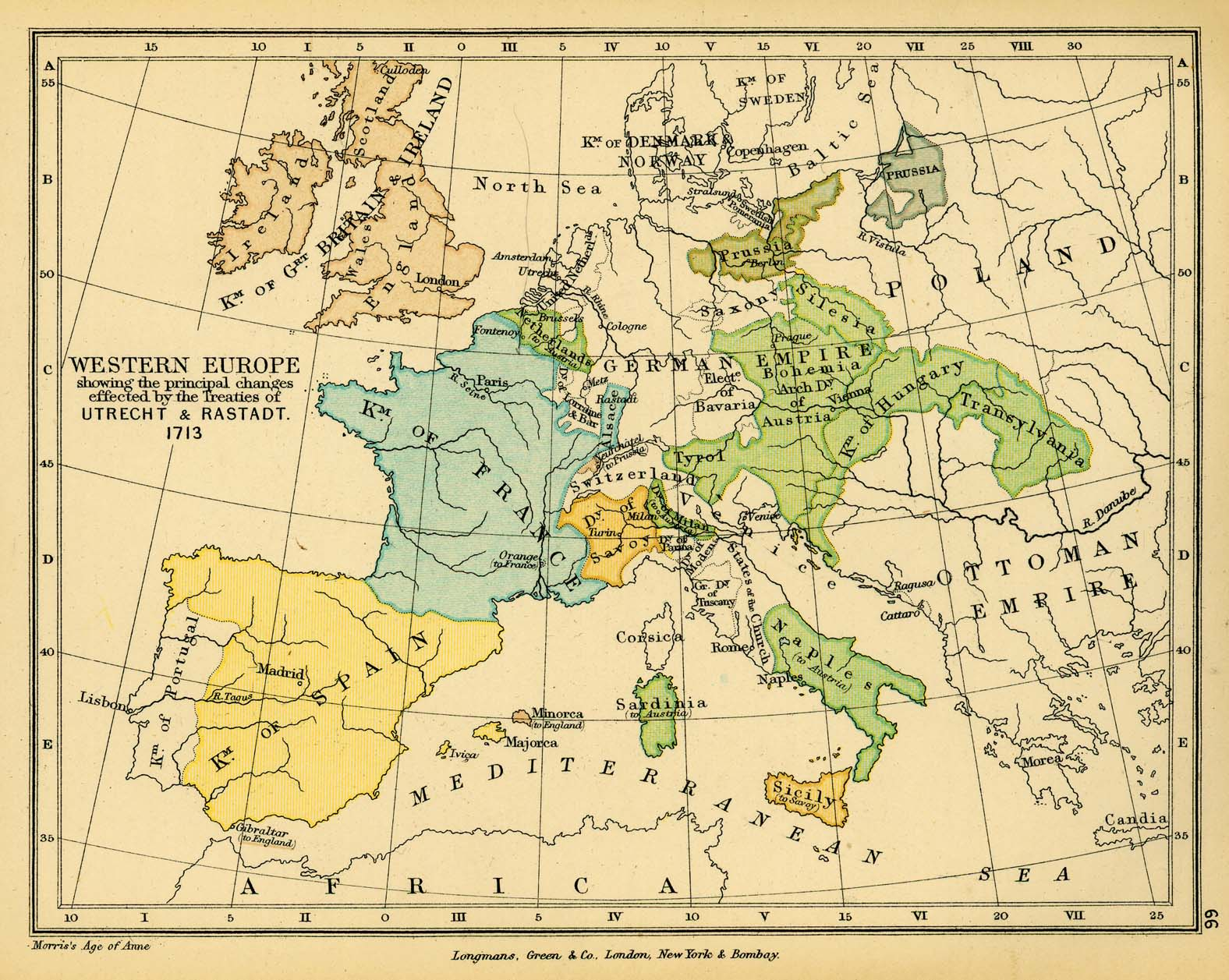
Aquest mapa mostra les fronteres europees després del Tractat d'Utrecht i del Tractat de Rastatt.

Segons el Tractat d'Utrecht, que va signar-se l'11 d'abril de 1713, es reconeixia com a rei d'Espanya Felip de Borbó, el qual, però, renunciava als seus drets successoris sobre França, tot i que a França hi hagué qui considerava il·legítima aquesta renúncia. Per altra banda, els dominis de la Corona espanyola quedaven reduïts a la península i Amèrica, perquè Felip V va haver de cedir els Països Baixos espanyols, Nàpols, el ducat de Milà i el Regne de Sardenya a l'emperador Carles VI, així com Sicília i parts del Milanesat a Víctor Amadeu II de Savoia, i Menorca i Gibraltar a Gran Bretanya. A més, va haver de garantir als britànics el monopoli del tràfic d'esclaus a Amèrica durant trenta anys.
Quant a França, no es va dur a terme cap dels projectes austríacs concebuts des de mitjan segle xvii de fer retrocedir l'expansió francesa cap al Rin i els Països Baixos. Lluís XIV va acceptar deixar de donar suport a les reivindicacions al tron britànic del pretendent Jaume Francesc Eduard Stuart, fill de Jaume II d'Anglaterra i VII d'Escòcia, i reconèixer com a legítima sobirana la reina Anna. A l'Amèrica del Nord, Lluís XIV va admetre la sobirania britànica sobre la Terra de Rupert i l'illa de Terranova, com també va haver de cedir a Gran Bretanya Acàdia i l'illa caribenya de Saint Kitts.
Als neerlandesos, se'ls va permetre conservar algunes places fortes als Països Baixos austríacs (espanyols fins al 1713), com també es quedaren amb una part de l'antic domini espanyol de Guelders.
Després del Tractat d'Utrecht, els Pactes de Família entre les dues branques borbòniques -la de Madrid i la de París- van forjar una aliança entre Espanya i França que es va mantenir fins que l'esclat de la Revolució Francesa va dur a la Guerra Gran. Per altra banda, el Tractat d'Utrecht va confirmar la relegació d'Espanya al paper de potència de segon ordre dins d'Europa, fet que ja havia començat el 1648 amb la Pau de Westfàlia.

### L'exili austriacista
L'exili austriacista va ser l'abandó forçós d'Espanya de diverses desenes de milers d'austriacistes a conseqüència de la repressió borbònica en la Guerra de Successió Espanyola desencadenada pel rei Felip V d'Espanya contra ells per haver-se rebel·lat i haver recolzat l'Arxiduc Carles en les seves aspiracions a ocupar el tron de la Monarquia Hispànica després de la mort sense descendència del rei de la Casa d'Àustria Carles II. L'exili va afectar especialment als Estats de la Corona d'Aragó, que majoritàriament es van decantar per l'Arxiduc, a qui van proclamar com el seu sobirà amb el títol de Carles III, mentre que els habitants de la Corona de Castella en la seva immensa majoria es van mantenir fidels a Felip de Borbó. Aquesta emigració forçosa és considerada per l'historiador Joaquim Albareda com el primer exili polític de la història d'Espanya. Molts dels exiliats es van refugiar a Viena al costat de l'Arxiduc Carles, qui des de desembre de 1711 era l'emperador del Sacre Imperi Romanogermànic amb el títol de Carles VI.

## La posició de la Corona d'Aragó

### Període 1700-1705
La fi de la Guerra dels Segadors havia significat una retallada del poder de les institucions, car, després de la rendició de Barcelona a les tropes de Joan Josep d'Àustria el 1652, la corona havia assumit el control de la Insaculació, és a dir, el procés mitjançant el qual s'elegien els consellers de les institucions. Per altra banda, si el 1641 les tensions entre la corona i les institucions havien dut Pau Claris a proclamar Lluís XIII de França comte de Barcelona, cap a la fi del segle xvii hi havia a Catalunya un fort sentiment antifrancès motivat pel record del Tractat dels Pirineus i dels intents de Lluís XIV de completar el seu domini de Catalunya amb l'annexió del Principat, objectiu que no abandonà fins a la signatura del Tractat de Ryswick (1697), poc després que els francesos haguessin arribat a ocupar Barcelona. Durant el darrer terç del segle xvii, al Principat de Catalunya havia aparegut una nova classe social, semblant a la valenciana, composta per productors i exportadors, els quals aspiraven a desenvolupar un capitalisme comercial inspirat en el model d'Holanda. Aquest grup havia elaborat un projecte de recuperació, amb el qual Catalunya es recuperaria del període d'atonia i decadència que havia viscut des de la fi del segle xv. L'objectiu d'aquest sector, conegut com a regeneracionista, era usar les Constitucions i les tradicionals institucions catalanes (la Generalitat, les Corts, el Consell de Cent) per promoure una regeneració social i econòmica del país. Una persona representativa d'aquest corrent regeneracionista fou Narcís Feliu de la Penya, autor del llibre Fènix de Cataluña, compendio de sus antiguas grandezas y medios para renovarlas, publicat el 1683.
Malgrat tot, en un principi, els regnes de la Corona d'Aragó van acceptar com a rei Felip de Borbó, qui, entre 1701 i 1702, celebrà Corts de Catalunya -les primeres des de 1636- i jurà els furs i constitucions del Principat, i amb el nomenament de Carles III com a rei pels aliats es va llevar el 1703 a Catalunya els regiments de dragons Pons i Marimon, de Miquel Pons de Mendoza i Bernardí Marimon i de Corbera. Ara bé, els sectors regeneracionistes, recelosos d'un príncep francès com ho era Felip de Borbó i desitjant recuperar la llibertat que havien tingut les institucions catalanes abans de 1652, van començar a veure el suport a la candidatura de Carles d'Àustria com el mitjà per assolir els seus objectius polítics.

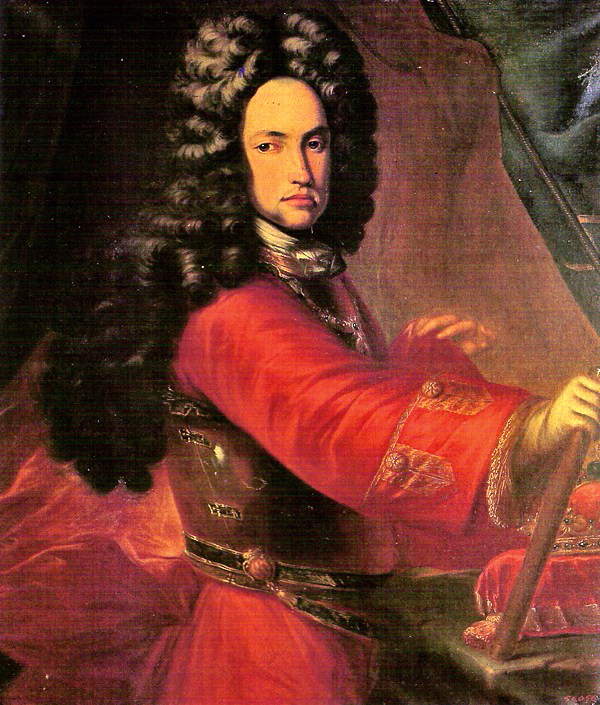
Carles d'Àustria, és a dir, Carles III de Castella i d'Aragó

### El triomf austriacista de 1705

#### L'expedició de 1704
El 27 de maig de 1704 un estol de 30 vaixells anglesos i 18 d'holandesos comandats per l'almirall Roorke i amb Jordi de Darmstadt al front, amb uns 1.200 soldats d'infanteria, es presentà davant de Barcelona amb la intenció de prendre-la per la força. Tanmateix, l'acció estava mal preparada, ja que no tenien ningú que els donés suport terrestre. La ciutat es posà a les ordres del virrei Francisco Fernández de Velasco, qui va sol·licitar la formació de la Coronela de Barcelona, amb cinc mil homes, per reforçar als set-cents infants i cent vuitanta soldats de cavalleria de la guarnició, entre la ciutat i Montjuïc. Per això l'estol fugí després d'haver bombardejat Barcelona el 31 de maig. A causa d'aquest fracàs, els aliats varen haver de canviar de tàctica i buscaven la manera de trobar suport per part de la gent del país per facilitar el desembarcament.
Mentrestant, els patricis i prohoms de la comarca d'Osona coneguts com "Els Vigatans", mantenien una forta oposició al virrei Fernàndez de Velasco, que havia substituït a Jordi de Hessen-Darmstat. El virrei, perseguia el grup de "vigatans" per uns disturbis produïts a Manlleu coneguts com "el conflicte dels molis". Assabentats d'això, els austriacistes compromesos pel desembarcament fracassat, entre els quals hi havia l'antic virrei en Jordi de Darmstadt, el noble Antoni de Peguera i el Dr. Domènec Perera, es posaren en contacte amb els "vigatans" a través del Dr. Domènec Perera, que era fill de Vic.

#### El Pacte de Gènova
Malgrat aquell primer fracàs del 1704, el Dr. Domènec Perera es posà en contacte amb el Dr. Llorenç Tomàs i Costa, canonge de Vic, rector de Sta. Eulàlia de Riuprimer, vicari general i màxima autoritat de la diòcesi per estar la sede vacante per la mort del bisbe Antoni Pasqual el juliol de 1704. I va ser el Dr. Llorenç Tomàs qui va convocar els principals caps vigatans a una reunió secreta a l'ermita de St. Sebastià (Sta. Eulalia de Riuprimer) la nit del 17 de maig de 1705. Allà els austriacistes catalans, signaren el Pacte dels Vigatans o Pacte de St. Sebastià, pel qual atorgaven poders a Domènec Perera i Antoni de Peguera i d'Aimeric per negociar amb el representant de la Reina Anna d'Anglaterra, Mr. Mitford Crowe, l'aixecament de sis mil homes armats per facilitar un nou desemparament a canvi de rebre ajuda militar i el compromís que Catalunya mantindria les seves llibertats, cosa que duia a reconèixer com a sobirà Carles d'Àustria. Un mes més tard, el 20 de juny de 1705, els comissionats Domènec Perera i Antoni de Peguera i d'Aimeric es reunien a la capital de la República de Gènova amb Mitford Crowe per tal de signar el Pacte de Gènova.
Segons l'expressió de l'historiador Ferran Soldevila, el desig dels austriacistes catalans era "canviar la seva situació dins la monarquia espanyola"

#### La Revolta dels Maulets
Des del 1704, Francesc Dàvila, qui probablement era un líder de la Segona Germania que havia escapat de la repressió, va trescar per tot el sud del Regne de València explicant als camperols que Carles d'Àustria estava disposat a abolir tots els drets dels nobles. Poc després del setge de Gibraltar (5 de setembre de 1704 - 31 de març de 1705), amb l'ajut de l'estol anglès, els austracistes conqueriren Dénia, on el Regiment de cavalleria Rafael Nebot es passà a la causa austriacista, i altres places com ara Alzira; quan Joan Baptista Basset desembarcà a Altea l'agost del 1705, on l'arxiduc fou proclamat rei de València, començà la revolta dels maulets.
La resta de l'exèrcit borbònic del Regne de València fou enviat a la defensa de Barcelona, deixant el regne indefens, i Basset va cavalcar des de Dénia a València passant Gandia i Alzira, sense trobar-hi cap resistència important. Quan els nobles borbònics o les fortaleses tractaren de resistir, hi trobaren vilatans armats que els forçaren a fugir-ne. El virrei, juntament amb el duc de Gandia, una llarga llista de nobles i botiflers començaren a fugir, no cap a València, sinó cap a Castella.
La ciutat de València va obrir les portes a l'exèrcit maulet sense resistència. Més aviat al contrari, l'entusiasme popular fou immens. Alhora arribaven notícies de l'alçament austracista al Principat, on les ciutats havien foragitat l'exèrcit "filipista", i de Barcelona, on el mateix Carles III havia desembarcat triomfalment. Això ajudà a escampar la revolta des de Vinaròs i Benicarló a Vila-real i Castelló, on els maulets es feren forts. Un cop Basset es va establir a València, on exercí de virrei en la pràctica, i amb la major part del regne sota el control dels maulets (çò és, camperols armats), la seua primera mesura va ser abolir tots els tributs senyorials.
Fins i tot va anar-hi més lluny i, amb la dubtosa legalitat del seu càrrec, va deixar de pagar tot impost a la corona. A més a més, va abolir el "dret de portes", un impopular impost sobre els productes de les colònies a València. Va tolerar —i en certa manera atiar— la persecució, l'arrest i l'expulsió dels ciutadans francesos, principalment mercaders, que eren considerats per la plebs com a enemics i pels mercaders locals com a perillosos competidors.
Òbviament, les relacions amb les Potències marítimes, aliades amb Carles III, es varen restablir, reprenent el tràfic de mercaderies com abans. Alhora, Basset i els maulets arrestaven i desallotjaven els botiflers més importants, requisant les seues possessions.
El domini dels maulets -pagesos revoltats- sobre l'austriacisme valencià fou tan clar que un significat borbònic como ho era el pare Josep Manuel Minyana va decidir donar el títol "De bello rústico valentino" (=Sobre la guerra rural valenciana) al llibre que, anys després, va escriure sobre la història de la guerra de successió al Regne de València. Per altra banda, un cop acabada la guerra, molts nobles valencians es queixaren a Felip V que l'abolició dels Furs del Regne de València era una mesura injusta perquè, en la seva majoria, la noblesa valenciana se li havia mantingut fidel.
Com que l'exèrcit pagès dels maulets no era capaç de resistir els atacs de les forces borbòniques, Basset va demanar ajuda al rei, és a dir, a Carles III de Castella i d'Aragó, el qual va enviar a València un contingent anglès dirigit per Charles Mordaunt, Lord Peterborough, amb el qual també hi viatjà el comte de Cardona, encarregat pel rei de posar fi als excessos plebeus de Basset i els seus maulets; evidentment, l'abolició dels tributs de la corona privava Carles III dels seus ingressos del Regne de València. Així doncs, Cardona i Peterborough van empresonar alguns col·laboradors de Basset sota l'acusació d'haver confiscat indegudament béns dels francesos i dels botiflers; per altra banda, les autoritats reials van fer sortir Basset de València, on gaudia de força popularitat, enviant-lo primer a Alzira i després a Xàtiva, encoratjant-lo a prendre part en les lluites.
Durant les celebracions populars per l'entrada de Carles III a Madrid (27 de juny de 1706), Peterborough va enviar en secret tropes a Xàtiva, amb l'ordre d'arrestar Basset i empresonar-lo en una fortalesa en mans angleses. Ara bé, quan la notícia es feu pública, el poble es revoltà. A València els crits de "Visca Basset, abans que Carles III" demostraven, en cas de dubte, quin era el sentiment majoritari dels valencians. De fet, Peterborough va haver de girar els canons per fer-los apuntar a l'interior de la ciutat i controlar la plebs. Les manifestacions de protesta duraren dies, s'enviaren cartes al rei a Barcelona, i hi hagué arreu declaracions públiques en favor de Basset i les seues reformes; tanmateix, conscients que una victòria borbònica significaria la restauració del règim senyorial enderrocat el 1704, aturaren les protestes, creient que el rei Carles repararia la injustícia i alliberaria Basset quan anés a València.

#### Carles d'Àustria a Barcelona
El 1705, l'arxiduc Carles embarcà a Lisboa en direcció al Mediterrani. S'aturà a Altea, on fou proclamat rei i la revolta valenciana dels maulets s'estengué, liderada per Joan Baptista Basset. Mentrestant, animats constantment pel príncep Jordi de Darmstadt, escamots armats barraren el pas als borbònics a la plana de Vic, que són derrotats en el combat del Congost.
La flota de l'arxiduc, formada per 180 vaixells amb 9.000 soldats anglesos, holandesos i austríacs i 800 cavalls sota el comandament de lord Peterborough, l'holandès Schrattenbach i Jordi de Darmstadt, arribà a Barcelona el 22 d'agost de 1705.
Davant del setge dels austriacistes, les autoritats barcelonines es mantingueren fidels a Felip d'Anjou i proposaren formar la Coronela de Barcelona, mentre la població vacil·là; mentrestant, els vigatans s'alçaren i en baixaren uns 1.000 armats per unir-se al desembarcament, i en la Batalla de Montjuïc capturen la fortalesa, des de la qual bombardejarien la ciutat. Mataró es declarà per Carles i llevà un batalló per ajudar en el setge. L'ofensiva aliada per ocupar els països catalans continuà, caigué Girona, Josep de Nebot i Font prengué Tortosa i Tarragona el setembre, i Lleida caigué en mans de Manuel Desvalls i de Vergós el 23 de setembre,
Amb Barcelona envoltada de les tropes aliades el virrei de Catalunya Francisco Antonio Fernández de Velasco i Tovar signà la capitulació el 9 d'octubre; fou aleshores quan la ciutat s'aixecà contra Velasco. El 22 d'octubre entrà a Barcelona l'arxiduc Carles, que el 7 de novembre de 1705 jurà les constitucions catalanes i fou proclamat rei —Carles III. València caigué en mans austriacistes al final de desembre i el castell d'Alacant aguantà fins al 1706.
Entre 1705 i 1706, Carles III va celebrar unes Corts catalanes a Barcelona en les quals va concedir moltes de les reivindicacions dels regeneracionistes, entre elles el control de les insaculacions. A més, hom havia proclamat Carles III rei del Principat i comtats de Rosselló i Cerdanya, indicant així una clara voluntat de recuperar els territoris perduts en el Tractat dels Pirineus. Per la seva banda, a Castella, els cercles borbònics van presentar les concessions atorgades per Carles III a les corts de Barcelona com si fossin un projecte de sotmetre tota la corona espanyola al domini de Catalunya.
El 3 d'abril de 1706, les tropes borbòniques posaren setge a Barcelona amb un contingent de 18.000 soldats comandats per René de Froulay de Tessé i amb l'estol del comte de Tolosa. Felip de Borbó mateix acompanyava l'expedició i va arribar a establir-se a Sarrià. Per defensar Barcelona, l'arxiduc Carles comptava amb 8.500 homes: 4.500 membres de la Coronela, 2.000 infants entre britànics, alemanys i holandesos, uns 1.000 catalans regulars enquadrats en el Regiment de Reials Guàrdies Catalanes i el regiment de Barcelona i un miler més de voluntaris catalans. A més uns 400 dragons, 250 catalans i la resta anglesos. El 19 d'abril la fortalesa de Montjuïc és atacada però resisteix fins al dia 26, quan cau en mans borbòniques. Poc després, dos mil homes de Lord Peterborough aconseguiren entrar a Barcelona en barques de pescadors, superant el bloqueig de la flota del comte de Tolosa. Cap al 8 de maig, semblava imminent l'assalt a Barcelona per les tropes borbòniques, però, en saber-se la notícia de l'arribada de la flota aliada anglo-holandesa comandada per John Leake procedent de Gibraltar amb 56 naus i uns 10.000 soldats, els borbònics, que podien haver presentat batalla, fugiren en un complet desordre fins al punt que Felip d'Anjou hagué de passar a França des del Rosselló i tornar a Espanya per Navarra. En aquestes circumstàncies, Carles III va poder entrar a Saragossa i proclamar-se rei; aleshores, a l'Aragó només Tarassona i Jaca es mantenien lleials als borbònics, i el 30 de setembre el rei va entrar a València.

### Guerra de Successió a Mallorca
La Guerra de Successió Espanyola (1701–1713/1715) en el Regne de Mallorca va tenir un primer moment de domini borbònic (1701-1706) i una segona etapa d'identificació amb la posició del conjunt de regnes de la Corona d'Aragó, fins a la capitulació de la ciutat de Mallorca davant l'exèrcit hispano-francès dirigit per François Bidal d'Asfeld.
La proclamació del nou rei Felip V, el març del 1701, es va celebrar amb tota normalitat a Mallorca. El 1701 s'havia canviat el virrei i el bisbe i els nous eren partidaris dels borbons. Un cop començada la guerra, aquestes autoritats borbòniques enviaren soldats a Cadis i a Menorca, aclaparades davant l'esquadra angloholandesa. Fins i tot es va fer una talla per a pagar el reclutament de soldats per anar a defensar Menorca.
Malgrat l'aparença de fidelitat a la causa borbònica, sembla que el poble de Mallorca, de manera molt majoritària, no tenia cap simpatia per Felip V. Segons la historiografia més usual la divisió de la societat mallorquina es definiria de la següent manera:
- Partidaris de Felip V: Mercaders, menestrals dependents dels mercaders, els dominics, els jesuïtes, molts de xuetes i els nobles que comerciaven.
- Partidaris de l'arxiduc Carles: Franciscans, ciutadans amb càrrecs intermedis a l'administració, pagesos (tant els grans propietaris com els petits), menestrals no relacionats amb el comerç i l'altra part de la noblesa.

Estaben atribueix a la presència d'una guarnició francesa a la ciutat de Mallorca la continuïtat del domini de Felip V sobre Mallorca. Es varen detenir persones acusades de simpaties amb l'arxiduc i es va declarar la guerra contra l'aliança austriacista (1704). Les crisis de subsistències de 1703 i 1705 provocaren protestes entre la població urbana.

#### La flota de Leake davant la ciutat de Mallorca

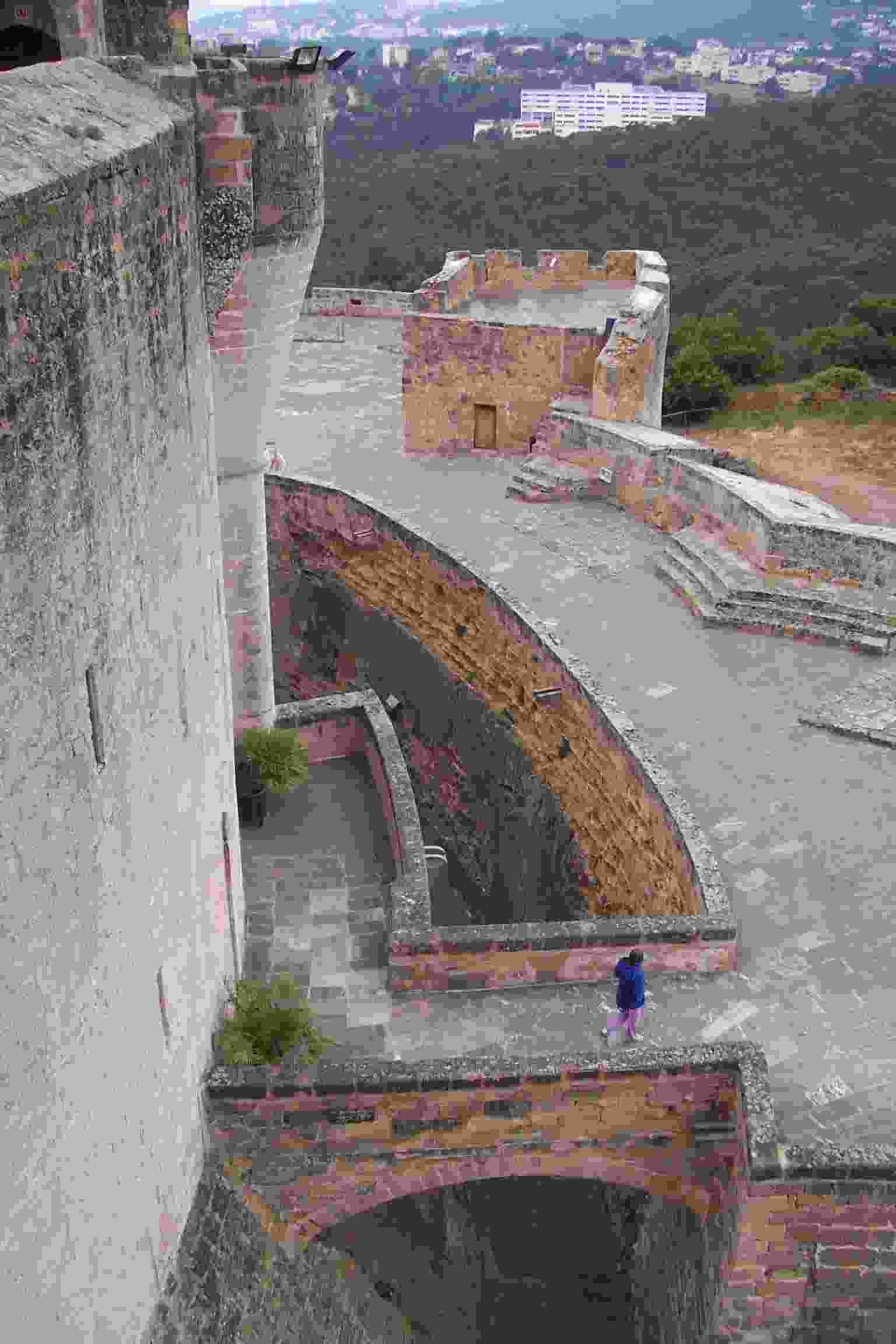
Castell de Bellver. Portal interior, vall, revellí i barbacana, al fons

El 24 de setembre de 1706, l'esquadra anglo-holandesa dirigida per l'almirall Leake i formada per vint-i-vuit vaixells, s'instal·là a la badia de Ciutat i en demanà el lliurament. El virrei, Baltasar Cristóbal de Híjar, comte de l'Alcúdia, rebutjà les pretensions de Leake, però a l'hora de preparar la defensa es trobà que les forces militars integrades per naturals del país es negaren a combatre (la milícia ciutadana, companyies dels dos-cents, cavalleria i artilleria de la Universitat i reial), d'acord amb l'estat d'opinió de la societat mallorquina, nítidament favorable a la causa de l'arxiduc. El virrei intentà la defensa mitjançant la guarnició francesa (que ocupava les fortaleses de Sant Carles i el Castell de Bellver), la qual cosa provocà que dues companyies de milícies, situades en els bastions de Sant Pere i de Moranta, esclatassin en crits a favor de Carles III. El motí es va estendre a la marineria i començà un avalot antifrancès en el qual els artillers arribaren a desmuntar les seves peces per impedir accions de defensa. Aquest estat de coses va forçar el virrei a capitular a canvi de l'evacuació de la tropa francesa, juntament amb ell mateix i altres filipistes destacats. La capitulació del regne, negociada pel Gran i General Consell, no va ser més que una formalitat.

#### Mallorca austriacista
El virrei del Regne fins al novembre de 1709 fou el comte de Savellà, vengut amb la flota aliada duent ja els documents que l'acreditaven com a plenipotenciari a l'illa. Hi hagué intents de saqueig de les cases dels botiflers, però l'exèrcit de l'arxiduc ho impedí. El jurat en cap botifler, Marc Antoni Cotoner i Sureda Vivot, renuncià al càrrec. Alguns nobles s'exiliaren o foren desterrats, com el bisbe La Portilla. El primer acte del comte de Savellà va ser la jura solemne, en nom de Carles III, dels furs i privilegis del regne.

#### La conspiració filipista de 1711
Un grup de botiflers, encapçalat per Joan Sureda, el marquès de Bellpuig, Berga, el canonge Salas, la família de mercaders Ballester i el sergent major, intentà sense èxit derrocar les autoritats austriacistes. La conspiració fou descoberta i avortada. Joan Sureda fou duit a Barcelona i condemnat a pagar una multa important.

#### Les Illes Balears, el darrer reducte contra francesos i espanyols
A partir de setembre de 1714, després de l'heroica resistència de Barcelona al setge de l'exèrcit de les dues Corones, sols restava el Regne de Mallorca (amb Menorca ocupada pels britànics). Malgrat les ofertes de rendició Mallorca, sota la direcció de Josep Antoni de Rubí i de Boixadors, marquès de Rubí, es preparava per a la resistència reclutant més homes, aprovant una talla per recaptar 70.000 lliures, organitzant militarment l'illa i incorporant un contingent de soldats (sobretot alemanys) equipats de material bèl·lic.

#### Arriba l'estol borbònic comandat pel cavaller d'Asfeld

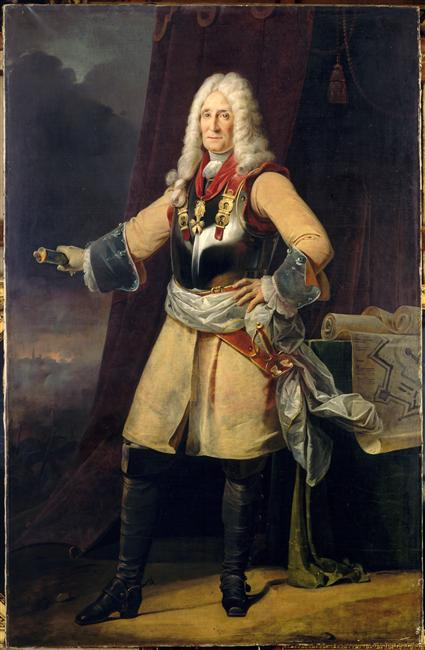
Claude François Bidal, marquès d'Asfeld

L'estol filipista dirigit per François Bidal d'Asfeld desembarcà amb èxit el 15 de juny a Cala Llonga (Felanitx). Estava constituït per uns 12.000 homes. La ciutat de Mallorca va capitular el dia 1 de juliol i d'Asfeld entrà a la ciutat l'11 de juliol. En les capitulacions els guanyador es comprometien a respectar la vida i els béns dels vençuts i a decretar una amnistia general, però la conservació del règim polític i jurídic del regne es deixava a la decisió de Felip V.

#### Conseqüències del sotrac bèl·lic
El que estava en joc era la supervivència de Mallorca com un regne autònom, tal com havia estat els darrers cinc segles. S'estava a punt d'entrar en un règim absolutista centralitzat. La jugada de gran part de la noblesa mallorquina va ser posicionar-se a favor del bàndol guanyador per tal de mantenir una hegemonia que s'havia reforçat a les lluites socials dels segles XV i XVI (per això es guanyaren el nom de botifarres). La repressió personal i econòmica sobre els austriacistes no va ser significativa comparada amb les conseqüències institucionals de l'inici del règim borbònic, amb la reorganització centralista i absolutista de l'estat a partir del Decret de Nova Planta.

### Canvis de mans de Menorca
El 1704, 300 homes de la part borbònica, que pertanyien al Batalló de Mallorca, arribaren al castell de Sant Felip de l'actual es Castell per reforçar la guarnició. Menorca, abassegada per la forta guarnició espanyola que ocupava l'illa, es declarà a favor de l'arxiduc, que fou nomenat rei el 20 d'octubre de 1706. La lluita entre carlistes i filipistes durà tres mesos, fins que el gener de 1707 Felip V envià un batalló de reforç al governador Diego Leonardo Dávila, que tornà a controlar l'illa
Entre 1705 i 1708 dominà a Menorca el partit borbònic. Llavors, el primer governador general de Menorca era Francisco de Luna y Cárcamo i l'ajudava el tinent coronel d'Infanteria, Francisco Falcó. A la fi de setembre de 1706, va arribar a les Balears una esquadra anglo-neerlandesa governada per l'almirall anglès sir John Leake. Primer visità Eivissa, passà per Mallorca i acabà per atracar a Menorca. La missió de l'almirall anglès era recolzar Carles III en els territoris que encara dubtaven quin governant escollir i intimidar els borbònics per fer-los capitular.
La nit de 17 d'octubre a 18 d'octubre de 1706, el brigadier espanyol, Jerónimo Pérez de Nueros y Pueyo, abandonà Ciutadella i es fortificà dins el castell de Sant Felip, a prop de Maó, d'on era el castellà. Pérez de Nueros havia substituït en el seu càrrec el governador general de Menorca, el mariscal de camp Francisco de Luna y Cárcamo. Començava l'aixecament austriacista de Menorca.
El 20 d'octubre de 1706 el líder del bàndol dels Habsburg a Menorca, el menorquí Joan Miquel Saura Morell proclamà des de Ciutadella que el seu rei era Carles III i fou proclamat nou governador i capità general de Menorca. Aviat, Saura reuní els jurats de la Universitat General i els principals homes de poder de Ciutadella. El 23 d'octubre de 1706 posaren setge al castell de Sant Felip, a Maó. El 26 d'octubre de 1706 Saura envià al castell de Sant Felip tres síndics maonesos per entrevistar-se amb Pérez de Nueros. Més endavant cauria el castell de Sant Felip i, després, el castell de Fornells, punts forts dels borbònics que passaren a mans des austriacistes.
Caigut Saura, el nomenament de governador de Menorca recaigué en el coronell Diego Leonardo Dávila. que durarà fins al 1707. Dia primer de 1707 una petita flota francesa, de cinc naus, recalà al migdia, bé davant de l'Illa del Rei, al port de Maó, governada pel comte de Villars per posar fi a aquell succés insostenible. El març de 1707, Dàvila va abolir els privilegis de l'illa, va suprimir la insaculació i designà nous jurats i consellers.
Anglaterra, que no perdia de vista les seves ambicions d'instal·lar-se fermament a la Mediterrània, ocupà Menorca quan John Leake desembarcà en nom de Carles III el 29 de setembre de 1708. Entre 1708 i 1713 dominaran Menorca els austriacistes amb la governació dels anglesos que ocuparen Menorca aquell mateix any. Cap al 1710 durant la guerra entre Carles VI del Sacre Imperi Romà i Felip V, els ministres britànics negociaren amb França la sobirania sobre Menorca. Menorca era per als britànics un punt estratègic de consideració i no renunciarien a ella, ja que a més era el seu botí de guerra. Gràcies a la seva ajuda estratègica, amb homes i doblers, a l'emperador Habsburg, volien a canvi una recompensa i se'n van fer amb Gibraltar, Menorca i concessions comercials a Amèrica.

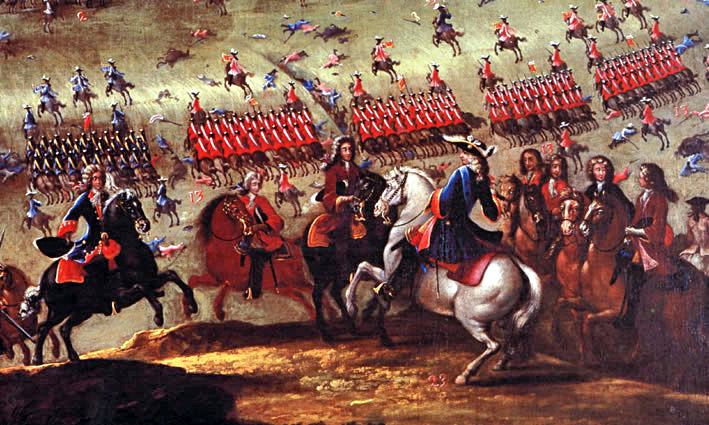
Batalla d'Almansa

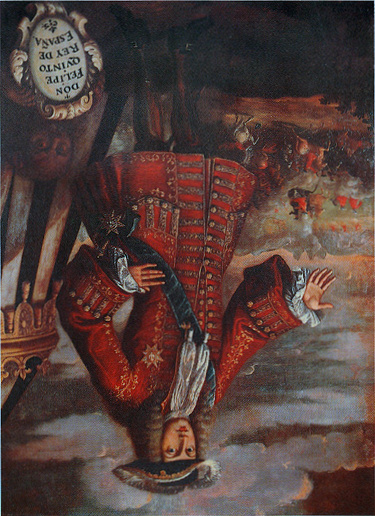
Imatge de Felip V, cap per avall, tal com està al Museu de l'Almodí de Xàtiva.

### La batalla d'Almansa
L'ofensiva borbònica contra el sud valencià s'inicià l'octubre de 1706, quan les forces de Luis Belluga y Moncada, que ja havien impedit la conquesta austriacista de la ciutat de Múrcia a la batalla de l'Hort de les Bombes, s'uniren a les del duc de Berwick, el comandant en cap borbònic, i feren caure Cartagena, Oriola (el dia 11) i Elx (el 21 d'octubre), però la presència de l'exèrcit aliat a Alacant no permetia als borbònics continuar cap al nord. Per altra banda, després
d'haver estat expulsades de Madrid pel duc de Berwick, les tropes austriacistes es retiraren cap al Regne de València. Llavors, Berwick es dirigí cap a Múrcia per recuperar Cartagena i mirar d'apoderar-se del sud valencià. El 8 de febrer de 1707 desembarcaren a Alacant 8.000 holandesos de reforç, i al febrer foren vençudes Xixona, Novelda i Elda. La decisió de Carles III de tornar a Barcelona significà un problema a l'exèrcit aliat, que fou privat d'una part considerable d'homes amb Berwick a les portes del Regne. El 8 d'abril, les tropes del comte de Galway i d'António Luís de Sousa, marquès das Minas, es concentraren a la Font de la Figuera i l'11 arribaren a Cabdet, des d'on entraren a Castella, a l'encalç de l'exèrcit borbònic. A Montealegre (Albacete) l'avantguarda aliada sorprengué els borbònics en retirada i la població fou presa. Berwick sabé esperar el moment oportú refugiat a Almansa, on arribà el 21 d'abril, mentre els austriacistes prengueren Villena el 22, després d'un setge de cinc dies.
A la batalla d'Almansa (25 d'abril de 1707), les tropes filipistes van vèncer les de Carles III; a continuació, l'exèrcit es dividí en dues columnes. La primera, comandada pel mateix Berwick, va prendre València, i la segona columna, liderada per François Bidal d'Asfeld, va començar cremant i destruint Xàtiva, a la qual canviaren el nom pel de San Felipe, i va continuar amb la presa d'Alcoi el 8 de gener de 1708, Dénia el 17 de novembre de 1708, i el castell de Santa Bàrbara, a Alacant, el 19 d'abril de 1709. Per altra banda, els borbònics entraren també a Saragossa el 26 de maig de 1707; poc després, l'exèrcit del duc d'Orleans va assetjar Lleida, que va caure el 14 d'octubre de 1707, i Tortosa, que ho va fer el 15 de juliol de 1708.

### La Nova Planta absolutista de València
La segona part del Reial Decret de 29-VI-1707 establia com serien governats a partir d'aleshores ambdós territoris. Invocava, novament, la seva voluntat perquè tots els seus dominis «es redueixin a les lleis de Castella, i a l'ús, pràctica i forma de govern que es té i ha tingut en ella i en els seus Tribunals sense cap diferència». L'abolició dels furs significava també que quedaven abolides les jurisdiccions pròpies dels valencians i els aragonesos, quedant abolits els privilegis d'estrangeria dels dos estats de la Corona d'Aragó. El fet de perdre la pròpia jurisdicció era presentat en el decret no com una pèrdua, sinó com un avantatge, assenyalant que a partir d'aquell moment «podent obtenir per aquesta raó els meus fidelíssims vassalls els castellans oficis i càrrecs a Aragó i València, de la mateixa manera que els aragonesos i valencians han de poder d'ara endavant gaudir-los a Castella sense cap distinció».
Aquesta disposició era explícitament presentada com una recompensa als seus súbdits castellans per haver-li estat fidels «facilitant jo per aquest mitjà als castellans motius perquè acreditin de nou els efectes de la meva gratitud, dispensant en ells els majors premis, i gràcies tan merescudes de la seva experimentada i copel·lada fidelitat», i interpretava que pels aragonesos i valencians també seria un avantatge. A la pràctica però, allò que succeí fou que els castellans, que tenien una majoria demogràfica notable respecte de valencians i aragonesos, passaren a ocupar llocs de responsabilitat a Aragó i a València. Finalment el decret establia que a partir d'aleshores els regnes d'Aragó i València s'haurien de governar amb unes institucions estructurades que «es governin i manegin en tot i per tot com les dues Cancelleries de Valladolid i Granada, observant literalment les mateixes regalies, lleis, pràctica, ordenances i costums que es guarden en aquestes, sense la menor distinció i diferència en res».
L'agost de 1707 es formà la Cancelleria de València tal com havia disposat el Reial Decret de 29-VI-1707, que després seria complementat per la Reial Cèdula de 7-X-1707, seguint l'estructura de les Chancillerias de Valladolid i Granada. Durant aquest període, Melchor Rafael de Macanaz fou nomenat jutge de Confiscacions i tingué confrontacions amb l'arquebisbe de València arran de les regalies. El sistema imposat a València fracassà per les friccions amb el capità general de València, i pel Reial Decret d'11-VI-1716 la Cancelleria de València fou reduïda a nivell de Reial Audiència tenint la mateixa planta que la Reial Audiència d'Aragó (borbònica). Com a òrgan de govern quedà presidida i subordinada al capità general de València i com a òrgan de justícia territorial estava presidida pel regent i subordinada a les resolucions del Consell de Castella. Com a òrgan de justícia estava constituïda per tres sales -dues per a assumptes civils i una per a criminals-, amb 4 oïdors a la sala del civil, 5 oïdors a la sala criminal, i un fiscal que posteriorment fou ampliat a 2. Al passar a tenir el mateix ordenament jurídic tant civil com criminal que els castellans, aquests deixaren de ser estrangers a València i els funcionaris començaren a esser nomenats des de Madrid. La llengua de l'administració passà a esser el castellà, quedant-ne postergat el valencià.
- Reial Audiència de València (borbònica)
  - Institució: Reial Decret de 29-VI-1707 / Reial Cèdula de 7-X-1707 / Reial Decret d'11-VI-1716
  - Presidència: capità general de València, i en afers estrictament judicials el Regent.
  - Funcions: Com a òrgan de govern subordinada al capità general de València; com a òrgan de justícia territorial subordinada al Consell de Castella.
  - Composició: 1 Regent, 4 oïdors per als afers civils -en una sala, ampliada després a dos - i 5 oïdors per als criminals -una sala-, 1 fiscal. Posteriorment es creà una segon fiscalia.

### La contraofensiva austriacista
L'estiu de 1710, l'exèrcit austriacista, reorganitzat, reprèn les accions ofensives i venç als borbònics a la batalla d'Almenar i la batalla de Monte de Torrero, recuperant l'Aragó, i Carles III tornà a entrar a Madrid el 21 de setembre de 1710, però la impossibilitat de mantenir-la els obligà a retirar-se'n, i llavors foren vençuts pels borbònics a la batalla de Brihuega i la batalla de Villaviciosa de Tajuña; poc després, les tropes filipistes prengueren de nou l'Aragó.

## La resistència de Catalunya (1713-1714)

### Context

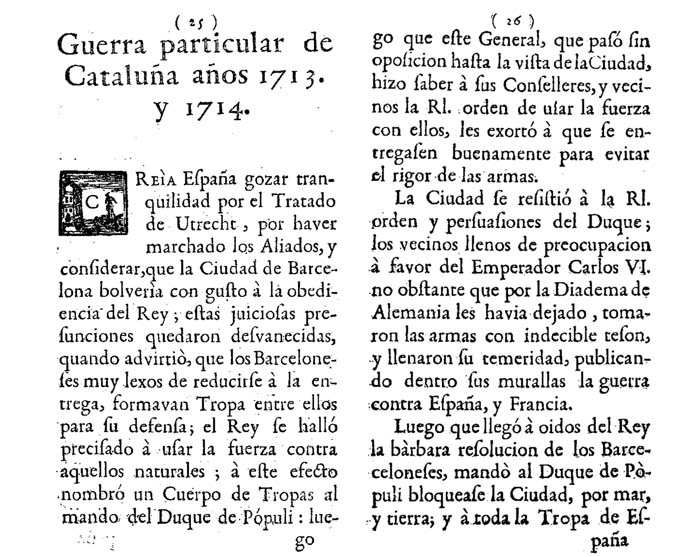
Relación de servicios del capità Antoni d'Alòs i de Rius (1693-1780) —fill d'un destacat botifler—, que lluità en l'assalt final de Barcleona l'11 de setembre

Després que, arran de la mort del seu germà Josep I, es va dirigir a Viena per esdevenir emperador, Carles d'Àustria va desentendre's dels regnes hispànics i es retirà cap a l'Imperi, i, per altra banda, les potències aliades van començar a considerar més convenient reconèixer Felip de Borbó com a rei d'Espanya. Així, es va arribar a la signatura del Tractat d'Utrecht (1713), en les discussions del qual no es van tenir en compte les peticions dels diplomàtics catalans de garantia de la continuïtat dels furs i institucions de Catalunya.
En el mateix moment d'entrar a València, poc després de la batalla d'Almansa, el duc de Berwick ja havia proclamat l'abolició dels furs de València, car, com a càstig per la seva rebel·lia, a partir d'aleshores els únics furs i privilegis que tindrien els valencians serien aquells que al rei li semblés bé concedir-los, amb la qual cosa es va suprimir de cop l'estat valencià que Jaume el Conqueridor havia creat després de la Conquesta. El 29 de juny de 1707, Felip V promulgà els Decrets de Nova Planta, que definien el nou règim que imposà als regnes d'Aragó i de València.
El 7 de juliol de 1713, representants de Felip V convidaren la ciutat de Barcelona a rendir-se; dos dies després, la Junta de Braços va decidir resistir com a única manera d'intentar salvar el sistema institucional català.
La proclamació pública de guerra va tenir lloc a les sis del matí del 9 juliol 1713 i l'endemà es va publicar un ban per llevar efectius per l'Exèrcit de Catalunya, sent les seves primeres unitats el Regiment de la Generalitat de Catalunya i el Regiment de la Ciutat de Barcelona. Per al càrrec de general comandant els Tres Comuns de Catalunya van nomenar el tinent mariscal Antoni de Villarroel i Peláez el 10 de juliol. i decidiren agrupar tots els combatents de la Catalunya interior sota el comandament d'Antoni Desvalls i de Vergós, marquès del Poal, militar de professió, germà del comandant de la plaça de Cardona, Manuel Desvalls i de Vergós, que faria de cap d'aquell exèrcit, tot i que qui el conduiria era Antoni. Gairebé un any sencer va estar actuant aquest exèrcit, el gruix principal a les comarques del Bages, Moianès, Lluçanès, Osona, Vallès Occidental, Vallès Oriental, Maresme, etc., però amb altres partides lluitant a la zona pirinenca, en terres gironines, al Penedès i a les comarques lleidatanes i tarragonines.

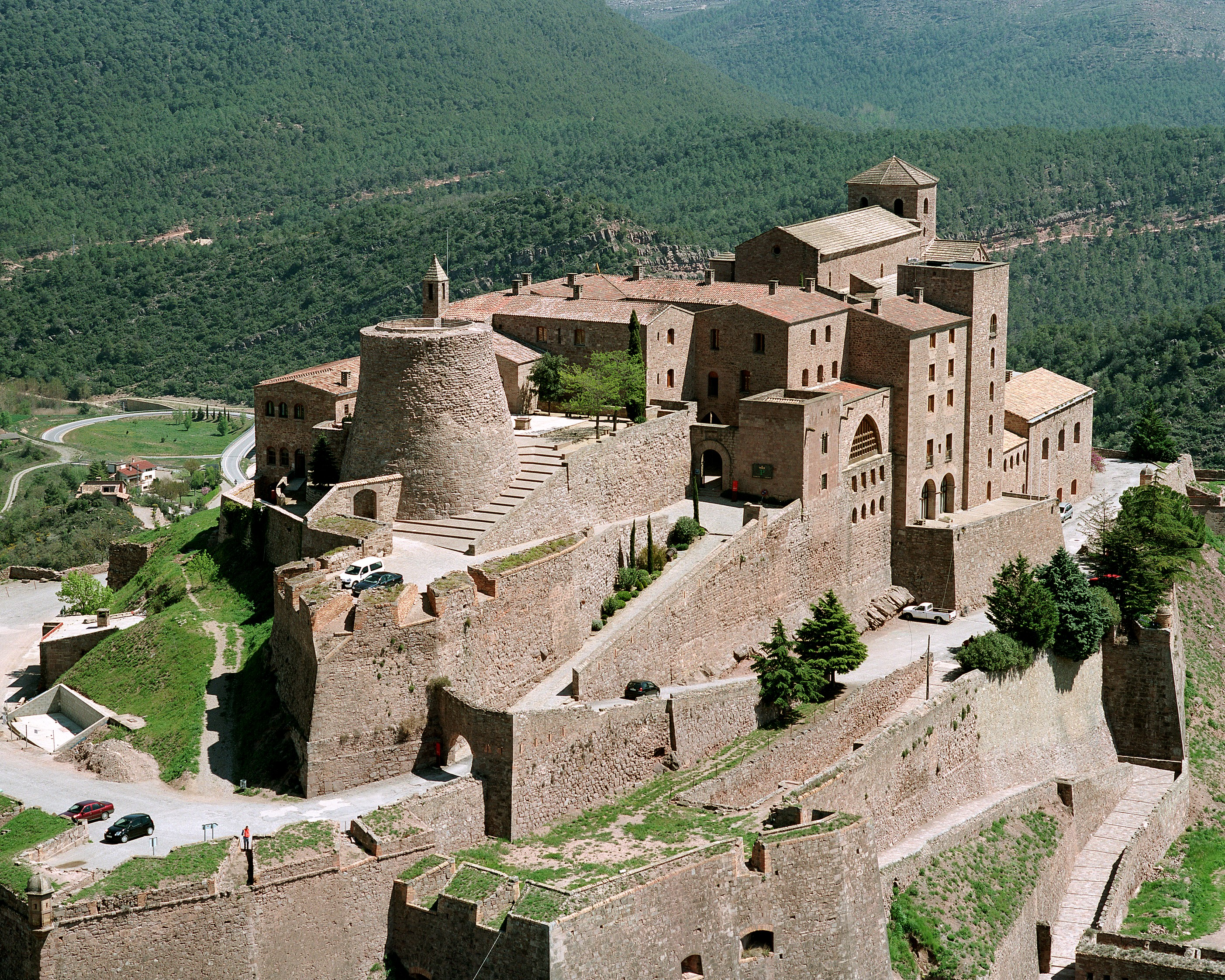
Castell de Cardona, darrer reducte de la resistència catalana a la invasió castellana de 1714

### El duc de Pòpuli
Barcelona, on s'havien aplegat molts combatents valencians, fou assetjada el 25 de juliol de 1713 per les forces de Restayno Cantelmo Stuart, el duc de Pòpuli. S'escollí el general Villaroel, militar borbònic fins a l'ofensiva de 1710, comandant de l'exèrcit català ajudat, entre d'altres, pel valencià Joan Baptista Basset. La situació del Principat esdevingué progressivament més inestable per als borbònics a causa de les revoltes i l'aixecament de milers de persones arreu del país que lluitaren contra la invasió; així, l'Exèrcit de les Dues Corones fou incapaç d'aturar les guerrilles de la Plana de Vic i el Lluçanès, per la qual cosa el duc de Pòpuli hagué de mobilitzar tropes destinades al setge de Barcelona, fet que n'afeblí el bloqueig i permeté importants connexions entre la ciutat i la resistència de l'interior del país. A nivell marítim el setge fou ineficaç mentre fou possible l'arribada de queviures, pólvora i municions de Mallorca.
El 13 de juny de 1713, la conferència de Cervera, entre el comte de Königsegg per part austriacista i el marquès de Grimaldi pels borbònics, pretenia preparar un armistici mentre es procedís a l'evacuació de les tropes estrangeres decidida a Utrecht, i la capitulació de Barcelona i Tarragona, però la condició que les llibertats catalanes fossin mantingudes feu fracassar la conferència.
Davant que anaven anticipant la consumació de la traïció anglesa es va convocar a Barcelona el 30 de juny de 1713 una Junta de Braços (Junta de Braços) per deliberar si Catalunya havia de sotmetre a Felip V o prosseguir la guerra en solitari. El 5 de juliol el Braç Reial va emetre el seu veredicte proposant que es continués la guerra i el 6 de juliol va fer el mateix el Braç militar.
Entre el 9 d'agost i el 5 d'octubre del 1713 s'inicià l'Expedició del Braç Militar, encapçalada pel diputat militar Antoni de Berenguer i el general Rafael Nebot, els quals trencaren el setge de Barcelona i aconseguiren desembarcar a Arenys 300 genets i 300 fusellers amb l'objectiu de reorganitzar forces a l'interior del país; malgrat ser perseguits per 10.000 soldats borbònics organitzats en diferents columnes, i que arrasaven els pobles per on anaven passant, els expedicionaris acabaren reclutant uns 5.000 voluntaris, però els fou impossible organitzar una acció de socors a la ciutat. Tanmateix, aquest fracàs en l'intent d'atrapar Pòpuli entre dos focs consolidà la resistència a l'interior del país i reforçà la plaça de Cardona.
Després de la signatura del Tractat de Rastatt, que posà fi a la guerra entre França i Àustria, Lluís XIV s'implicà en la lluita contra la resistència catalana, considerada ara com una pura i simple rebel·lió, la qual cosa permetia executar els resistents capturats, que no ja podien pretendre ser considerats presoners de guerra; a més, com a mesura intimidatòria, les tropes de les Dues Corones (Espanya i França) incendiaren pobles sencers tal com ho feren a Sallent; per altra banda, els objectius dels canons usats pel duc de Pòpuli contra Barcelona no eren pas les instal·lacions militars sinó la població civil, la qual hagué de refugiar-se a la platja de Sant Bertran, al peu de Montjuïc, i a l'Arenal, a l'actual Barceloneta; llavors, el duc de Pòpuli arribà a demanar a l'almirall Jean Baptiste du Casse, que comandava l'estol del bloqueig marítim a la ciutat, que des del mar es bombardegessin aquelles platges per tal d'obligar la població a entrar de nou a la ciutat. Ducasse respongué que en tota la seva carrera militar no s'havia trobat en una situació igual i que no cometria aquella brutalitat sense una ordre expressa de Lluís XIV.
Aquest clima de terror, però, va dur molta gent a sumar-se a la resistència, dirigida per Bac de Roda, cap de voluntaris, Antoni Desvalls, marquès de Poal, membre del Braç Militar, i el general Josep Moragues, governador de Castellciutat. L'entrada a fons de França significà l'arribada de més soldats i armament per a ampliar el bloqueig marítim i terrestre de la ciutat i reforçar també les guarnicions de ciutats com Vic, Manresa, Martorell, Mataró, Ripoll, Lleida, Hostalric, Vilafranca, etc.

### L'Exèrcit català de l'interior
El gener del 1714 el Consell de Cent de la ciutat de Barcelona, únic organisme nacional de poder existent en aquell moment, encarregà a Antoni Desvalls i de Vergós, Marquès del Poal, l'organització de l'exèrcit català de l'interior, que tenia la doble missió d'aplegar els combatents de l'interior de Catalunya (sometents locals, grups de miquelets en diferents graus d'organització a l'ordre d'austriacistes com Ermengol Amill o Joan Vilar i Ferrer, entre d'altres) i d'augmentar-ne els efectius per tal d'allargar la guerra i d'atacar pel darrere els assetjadors de Barcelona. L'allargament del conflicte bèl·lic suposava l'esperança, fundada per la política interior anglesa, del reingrés del Regne Unit en el conflicte, al costat del bàndol austriacista.
Aquest exèrcit, reunit a Monistrol de Calders, estengué les seves accions per tota la Catalunya central, principalment Moianès, Lluçanès, Bages, Solsonès, Berguedà Osona, Baix Llobregat i Anoia, amb connexió amb altres combatents de l'Alt i Baix Penedès, Conca de Barberà, Alt i Baix Camp, Priorat i Terres de l'Ebre. Els borbònics organitzaren, per evitar i frenar les seves accions, el Campo volante de Cataluña, sota les ordres de José Carrillo de Albornoz y Montiel, Conde de Montemar, amb el suport, principalment, dels brigadiers González i Vallejo. Fou un contínuum de petits combats en els territoris abans esmentats, que culminaren el 13 i 14 d'agost de 1714 en la batalla de Talamanca, que fou la darrera victòria en tota la història d'un exèrcit català.
El 30 de novembre de 1713, Rafael Casanova fou nomenat Conseller en Cap del Consell de Cent Barcelona, màxima autoritat de la ciutat. El càrrec duia aparellat el grau de coronel de la Coronela, la milícia ciutadana, que era la base més nombrosa de la guarnició, amb uns 4.700 membres que formaven part dels gremis professionals.

### El duc de Berwick
El 6 de juliol de 1714, el duc de Berwick substituí el duc de Pòpuli com a comandant en cap de les forces que assetjaven Barcelona; amb el duc de Berwick venia també un fort contingent francès enviat per Lluís XIV en ajuda de Felip V, en el qual hi havia soldats i comandaments que s'havien distingit durant la guerra en la lluita contra els aliats. A més a més, per controlar les revoltes populars de l'interior del país i protegir els espatlles dels assetjants Berwick amplià les forces d'ocupació, que s'elevava als 47.000. En total l'exèrcit borbònic arribava a l'extraordinària xifra de 86.000 efectius en un país que no arribava al mig milió d'habitants. Hi havia, si fa no fa, un soldat per família.
La carta de Felip V enviada a Berwick indica fins a quin punt interessava al monarca borbó la conquesta de la ciutat comtal:
Debiendo prometerme muy en breve la rendición de la plaza de Barcelona, he juzgado conveniente advertiros de mis intenciones. Estos rebeldes como tales están y son incursos en el mayor rigor de la guerra. Cualquiera gracia que experimenten será un mero efecto de piedad y conmiseración, por lo cual, si arrepentidos de su error, recurrieren antes de abrir la trinchera, pidiendo misericordia, no se la concederéis prontamente, pero les oiréis, y haciéndoles presente su rebeldía, y cuán indignos son de misericordia, los esperanzaréis de ella, ofreciendo interponeros conmigo para que logren a lo menos sus vidas, exceptuando si se puede de esta gracia (que será sólo lo que ofreceréis y nada más) los cabos principales. Si no se dieren por entendidos y dejaren levantar tierra, y abrir brecha, ya en este caso no los oiréis más capitulación que la de rendirse a discreción. Y si todavía aun en este caso mantuvieren precitos y llegare el caso de asalto, ya en él no son dignos, como comprenderéis, de la menor piedad, y deben experimentar el último rigor de la guerra a que deben quedar sujetos cualesquiera oficiales españoles que se hallan dentro
Tot i que Lluís XIV era més partidari de la prudència, Felip V estava disposat convertir Catalunya en un cementiri. Alguns historiadors, com ara Josep Maria Torras i Ribé, destaquen l'obsessió malaltissa que Felip V tingué contra Catalunya. Cartes com aquesta demostren la voluntat fèrria de Felip de sotmetre Catalunya i els catalans. La repressió posterior fou l'exemple així com l'incompliment dels acords de capitulació són l'exemple més gràfic de l'obsessió del monarca contra els territoris de la corona d'Aragó. Amb tot, Berwick es prengué al peu de la lletra les indicacions de Felip V i inicià un setge a tota regla, seguint el mètode Vauban.
Finalment, Berwick decidí assaltar la ciutat el dia 12 d'agost, després d'haver patit unes 2.200 baixes en les feines d'ampliació, consolidació i excavació de les trinxeres; xifra espectacularment alta tenint en compte l'estat penós de les defenses i la fase en què es trobava el setge. Tot i que arribaren a controlar parcialment els dos baluards en una lluita molt aferrissada, Berwick tocà a retirada a causa de la dificultat d'entrar a la ciutat i les moltes baixes que estava provocant la lluita. La sagnia que significà aquell assalt per part dels borbònics feren repensar l'estratègia a Berwick, que planejà la conquesta per a l'endemà dels baluards de Santa Clara i el del Portal Nou amb la intenció d'anul·lar aquells punts avançats i poder afrontar un assalt amb més garanties. Així s'inicià la batalla del Baluard de Santa Clara que s'allargà durant els dies 13 i 14 d'agost del 1714 amb un resultat favorable als catalans, que després d'una lluita demencial i moltes baixes repel·liren l'enemic davant de la incredulitat dels alts comandaments filipistes.
Tot i que la Junta de Braços havia mobilitzat a tots els homes majors de 14 anys, la batalla del Baluard de Santa Clara produí importants baixes entre les tropes catalanes. Berwick decidí allargar unes setmanes més els bombardeigs a les muralles per tal de fer més grans les bretxes i no exposar les seves tropes a les carnisseries dels dos assalts fallits. L'efectiu bloqueig marítim i la impossibilitat de trencar el setge per part del Marquès de Poal amb la resistència de l'exterior situà Barcelona al límit de les seves possibilitats. Les reserves de pólvora eren minses i l'aliment escassejava fins al punt que la gent moria d'inanició pels carrers. Davant la desesperada situació de la plaça, el duc de Berwick, comandant de les forces assaltants, proposà la rendició el 3 de setembre. Casanova, remarcant l'estat en què es trobaven i anunciant que la reserva de pólvora no cobria sinó les necessitats de dos o tres dies, exposà a l'assemblea de la Junta de Braços la conveniència de gestionar un armistici de dotze dies. Aquesta proposta no fou compartida per la majoria de membres de l'assemblea i, a través del Coronel Gregori Saavedra, s'envià als assetjants el següent text:
Els tres Comuns s'han ajuntat i considerat la proposició feta per un oficial dels enemics: responen que no volen oir ni admetre cap proposta de l'enemic
Arran d'aquesta decisió de la Junta de Braços, Villarroel dimití com a Tinent General de Barcelona tot i que durant l'assalt final de l'onze de setembre tornarà a agafar les regnes de la defensa de la ciutat.

### La Batalla de l'Onze de Setembre
L'11 de setembre de 1714 començà l'assalt general de les tropes borbòniques cap a dos quarts de cinc de la matinada. El Conseller en Cap Rafael Casanova va presentar-se a la muralla amb la bandera de Santa Eulàlia, venerada pels barcelonins, per tal de donar ànims als defensors. Segons la tradició aquesta senyera només podia utilitzar-se en els moments de greu perill per a Barcelona.
Les tropes borbòniques penetraren la ciutat per diferents punts, però bàsicament utilitzaren l'anomenada "bretxa reial" entre el Baluard de Santa Clara i el del Portal Nou a l'est de la ciutat. L'assalt es prolongà durant tot el dia amb intensos combats pels carrers. Els principals punts d'enfrontament se situaren al Convent de Sant Agustí, amb el Coronel Pau de Thoar i Grec al capdavant del Regiment de la Immaculada Concepció amb la missió de contenir l'avanç de les tropes borbòniques pel centre de la ciutat; entre el Baluard del Portal Nou i el Baluard de Sant Pere, on se situà Rafael Casanova amb l'estendard de Santa Eulàlia; i finalment a les barricades del Palau Reial Nou, prop del port, on se situà la bandera de Sant Jordi i caigué ferit el General Joan Baptista Basset. Cap a les dotze del migdia del mateix dia Casanova resultà ferit d'un tret a la cuixa, fet que l'obligà a retirar-se de la batalla. El front s'estabilitzà cap a les dues de la tarda, fet que permeté iniciar l'anàlisi de la situació. Tant Rafael Casanova com Antoni de Villarroel havien estat ferits i estaven ingressats en hospitals de campanya.
Havent caigut en combat lluitant heroicament contra les tropes invasores castellanes i franceses tant el principal cabdill polític com el militar, es tornaren a reuniren els Comuns i resolgueren fer una nova convocatòria als civils promulgant el següent pregó: 
| « | Ara ojats, se fa saber á tots generalment, de part dels tres Excms. Comuns, pres lo parer dels Senyors de la Junta de Govern, personas asociadas, nobles, ciutadans y oficials de guerra, que separadament estan impedint lo internarse los enemics en la ciutat; atés que la deplorable infelicitat de esta ciutat, en què avuy resideix la llibertat de tot lo Principal y de toda Espanya, está esposada al ultim extrem, de sujectarse á una entera esclavitud. Notifican, amonestan y exhortan, representant pares de la patria que se afligiesen de la desgracia irreparable que amenaza lo favor e injust encono de las armas gali-spanas, feta séria reflexió de l'estat en què los enemichs del Rey N.S., de nostra libertat y patria, estant apostats ocupant todas las bretxas, cortaduras, baluarts del Portal Nou, Sta. Clara, Llevant y Sta. Eulalia. Se fa á saber, que si luego, immediatament de ohit lo present pregó, tots los naturals, habitans y demés gents habils per las armas no se presentan en las plassas de Junqueras, Born y Plassa de Palacio, á de què unidament ab tots los Senyors que representan los Comuns, se poden retxassar los enemichs, fen lo ultim esfors, esperant que Deu misericordias millorará la sort. Se fa també á saber, que essent la esclavitud certa y forzosa, en obligació de sos empleos, explican, declaran y protestan als presents, y donan testimoni als veniders, de què han executat las últimas eshortacions y esforsos, protestant de tots los mals, ruinas y desolacions que sobrevinguen á nostra comuna y afligida patria, y extermini de tots los honors y privilegis, quedant esclaus amb los demés enganyats espanyols y tots en esclavitud del domini francés; pero com tot se confía, que tots com verdaders fills de la patria, amants de la llibertat, acudirán als llochs senyalats á fi de derramar gloriosament seva sang y vida, per son Rey, per son honor, per la patria y per la llibertat de tot Espanya, y finalment los diu y fan saber, que si després de una hora de publicat lo pregó, no compareixen gent suficient per ejecutar la ideada empresa, es forsós precis y necessari fer llamada y demanar capitulació als enemics, antes de venir la nit, per no esposar á la mes lamentable ruina de la Ciutat, per no esposarla a un saco general, profanació dels Sants Temples, y sacrifici de noys, donas y personas religiosas. Y pera que á tots sia generalment notori, que ab veu alta, clara e intelligible sia publicat per tots los carrers de la present ciutat. Donat en la casa del la Excma. Ciutat, residint en lo portal de S. Antoni, presents los dits senyors Excms. Y personas asociadas, a 11 de Setembre, á las 3 de la tarde, de 1714 | » |

El 18 de setembre de 1714 el governador Manuel Desvalls i de Vergós va capitular la rendició del Castell de Cardona, l'últim lloc de Catalunya a caure, entrant en la mateixa capitulació les guarnicions del castell de Sant Martí Sarroca, Castellvell, i les baronies de Bagà. L'any següent Mallorca i les Pitiüses, governades pel virrei marquès de Rubí, van capitular l'11 de juliol de 1715 després de la campanya borbònica iniciada el juny de 1715. Com a dret de conquesta, tots aquests territoris foren annexionats a la Corona de Castella. Menorca, fou ocupada pels anglesos, però acabà ocupada per Espanya el 1802.

### El Decret de Nova Planta de Catalunya
Després de l'entrada de les tropes borbòniques a Barcelona, deixaren d'existir les institucions catalanes, i les forces d'ocupació constituïren una Junta Superior de Gobierno del Principado de Cataluña, la qual assumí el control del país.
El règim de terror i la repressió brutal que, després de la signatura del Tractat d'Utrecht, els borbònics havien començat a aplicar als territoris que dominaven es mantingué, pel cap baix, durant uns dos anys més, fins que, el 1716, Felip V va promulgar el Decret de Nova Planta, que definia les noves institucions de Catalunya.
Una de les mostres del caràcter repressiu del nou règim fou la construcció a Barcelona de la Fortalesa de la Ciutadella, operació per a la qual calgué destruir una gran part del barri de la Ribera, un dels més cèntrics i poblats de la ciutat. La gent que es va quedar sense casa per culpa de la construcció de la Ciutadella no sols no va rebre cap indemnització sinó que, a sobre, encara va ser obligada a col·laborar gratuïtament en la destrucció de casa seva i en l'edificació de la nova fortalesa.

## Cronologia dels fets
- 1700: Mort de Carles II
- 1702: Batalla de Cadis: Fallit intent aliat d'iniciar una invasió des d'Andalusia
- 1702: Batalla de la badia de Vigo: Destrucció d'un estol franco-castellà.
- 1704: Presa de Gibraltar per part dels aliats.
- 1704: Batalla de Vélez-Màlaga: Intent fallit borbònic de contrarestar el control naval militar anglès del Mediterrani
- 1704-05: Setge de Gibraltar (1704-1705): Intent fallit borbònic de recuperar el penyal.
- 1705: Setge de Barcelona (1705). Barcelona cau en mans aliades.
- 1705: l'Arxiduc, coronat rei a Barcelona com a Carles III.
- 1706: Setge de Barcelona. Catalunya, definitivament en mans austríaques.
- 1707 (25 d'abril): Derrota d'Almansa: gradual caiguda de l'Aragó i el País Valencià.
- 1707 (29 de juny): Derogació dels Furs del Regne de València i del Regne d'Aragó.
- 1711-1713: Abandó dels anglesos i els holandesos i, en menor grau, de l'Arxiduc.
- 1713 (30 de juny al 10 de juliol): Junta de Braços dels estaments eclesiàstic, militar i reial del Principat de Catalunya, en què s'acordà defensar amb les armes les Constitucions de Catalunya davant les tropes de Felip V.
- 1714 (13 i 14 d'agost): Batalla de Talamanca. Darrera victòria de l'exèrcit austriacista català.
- 1714 (11 de setembre): Batalla de l'11 de setembre. Les Autoritats Catalanes es neguen a una rendició incondicional i exigeixen la signatura de Capitulacions.
- 1714 (12 de setembre): Berwick renuncia a exigir la rendició incondicional i acaba concedint Capitulacions.
- 1714 (13 de setembre): Entrada de les tropes filipistes a Barcelona.
- 1714 (18 de setembre): Signatura de les Capitulacions de Cardona.
- 1714 (22 de setembre): Les autoritats borbòniques no respecten ni les Capitulacions de Barcelona, ni les Capitulacions de Cardona, i inicien la repressió.
- 1715 (11 de juliol): Entrada de les tropes filipistes a la ciutat de Mallorca, i el 5 de juliol, les Pitiüses juren fidelitat a Felip V.
- 1715 (28 de novembre): Publicació del Decret de Nova Planta a Mallorca i Eivissa.
- 1716 (16 de gener): Publicació del Decret de Nova Planta al Principat de Catalunya.

## Fons
El Fons de la Guerra de Successió forma part del repositori digital cooperatiu  Memoria Digital de Catalunya (mdc) del Consorci de Biblioteques de Biblioteques Universitàries de Catalunya (CBUC) Arxivat 2014-02-09 a Wayback Machine. des del qual es poden consultar, en accés obert, col·leccions digitalitzades de revistes catalanes antigues, fotografies, mapes, cartells, ex-libris, fullets, etc. relacionades amb Catalunya.
La col·lecció està formada per 421 documents publicats o escrits entre els anys 1680 i 1750. La col·lecció comprèn tant documents impresos com manuscrits. Es tracta de documents rars, difícils de localitzar i de consulta restringida. Aquests escrits formen part del fons de reserva de la Universitat Pompeu Fabra i procedeixen del Fons Joan Creixell i el donatiu del Dr. Josep Fontana i Lázaro. Són principalment escrits legals, administratius, polítics i propagandístics que documenten el període de la Guerra de Successió i la ulterior repressió. Els documents estan en castellà i català.